# Освобождаване на поле
Освобождаването на поле е тактически ход в шахмата, който позволява да се освободи квадрат, необходим за друга фигура.
В шахматната композиция освобождаването на поле за царя се нарича разблокиране. Като тема в задача освобождаването на полето често се съчетава с жертване на фигура – т.нар. освобождаваща жертва.
|   | a | b | c | d | e | f | g | h |   |
| 8 | черна пешка на черно поле g7 · черен цар на бяло поле g6 · бял топ на черно поле a5 · черна пешка на бяло поле d5 · черна пешка на черно поле e5 · черна пешка на черно поле g5 · черен топ на бяло поле c4 · бяла пешка на черно поле d4 · черен кон на бяло поле e4 · бяла пешка на бяло поле g4 · черна пешка на бяло поле b3 · бял цар на бяло поле d3 · бяла пешка на черно поле e3 · бяла пешка на черно поле b2 · черен топ на бяло поле c2 · бял топ на бяло поле e2 · бял кон на бяло поле d1 | черна пешка на черно поле g7 · черен цар на бяло поле g6 · бял топ на черно поле a5 · черна пешка на бяло поле d5 · черна пешка на черно поле e5 · черна пешка на черно поле g5 · черен топ на бяло поле c4 · бяла пешка на черно поле d4 · черен кон на бяло поле e4 · бяла пешка на бяло поле g4 · черна пешка на бяло поле b3 · бял цар на бяло поле d3 · бяла пешка на черно поле e3 · бяла пешка на черно поле b2 · черен топ на бяло поле c2 · бял топ на бяло поле e2 · бял кон на бяло поле d1 | черна пешка на черно поле g7 · черен цар на бяло поле g6 · бял топ на черно поле a5 · черна пешка на бяло поле d5 · черна пешка на черно поле e5 · черна пешка на черно поле g5 · черен топ на бяло поле c4 · бяла пешка на черно поле d4 · черен кон на бяло поле e4 · бяла пешка на бяло поле g4 · черна пешка на бяло поле b3 · бял цар на бяло поле d3 · бяла пешка на черно поле e3 · бяла пешка на черно поле b2 · черен топ на бяло поле c2 · бял топ на бяло поле e2 · бял кон на бяло поле d1 | черна пешка на черно поле g7 · черен цар на бяло поле g6 · бял топ на черно поле a5 · черна пешка на бяло поле d5 · черна пешка на черно поле e5 · черна пешка на черно поле g5 · черен топ на бяло поле c4 · бяла пешка на черно поле d4 · черен кон на бяло поле e4 · бяла пешка на бяло поле g4 · черна пешка на бяло поле b3 · бял цар на бяло поле d3 · бяла пешка на черно поле e3 · бяла пешка на черно поле b2 · черен топ на бяло поле c2 · бял топ на бяло поле e2 · бял кон на бяло поле d1 | черна пешка на черно поле g7 · черен цар на бяло поле g6 · бял топ на черно поле a5 · черна пешка на бяло поле d5 · черна пешка на черно поле e5 · черна пешка на черно поле g5 · черен топ на бяло поле c4 · бяла пешка на черно поле d4 · черен кон на бяло поле e4 · бяла пешка на бяло поле g4 · черна пешка на бяло поле b3 · бял цар на бяло поле d3 · бяла пешка на черно поле e3 · бяла пешка на черно поле b2 · черен топ на бяло поле c2 · бял топ на бяло поле e2 · бял кон на бяло поле d1 | черна пешка на черно поле g7 · черен цар на бяло поле g6 · бял топ на черно поле a5 · черна пешка на бяло поле d5 · черна пешка на черно поле e5 · черна пешка на черно поле g5 · черен топ на бяло поле c4 · бяла пешка на черно поле d4 · черен кон на бяло поле e4 · бяла пешка на бяло поле g4 · черна пешка на бяло поле b3 · бял цар на бяло поле d3 · бяла пешка на черно поле e3 · бяла пешка на черно поле b2 · черен топ на бяло поле c2 · бял топ на бяло поле e2 · бял кон на бяло поле d1 | черна пешка на черно поле g7 · черен цар на бяло поле g6 · бял топ на черно поле a5 · черна пешка на бяло поле d5 · черна пешка на черно поле e5 · черна пешка на черно поле g5 · черен топ на бяло поле c4 · бяла пешка на черно поле d4 · черен кон на бяло поле e4 · бяла пешка на бяло поле g4 · черна пешка на бяло поле b3 · бял цар на бяло поле d3 · бяла пешка на черно поле e3 · бяла пешка на черно поле b2 · черен топ на бяло поле c2 · бял топ на бяло поле e2 · бял кон на бяло поле d1 | черна пешка на черно поле g7 · черен цар на бяло поле g6 · бял топ на черно поле a5 · черна пешка на бяло поле d5 · черна пешка на черно поле e5 · черна пешка на черно поле g5 · черен топ на бяло поле c4 · бяла пешка на черно поле d4 · черен кон на бяло поле e4 · бяла пешка на бяло поле g4 · черна пешка на бяло поле b3 · бял цар на бяло поле d3 · бяла пешка на черно поле e3 · бяла пешка на черно поле b2 · черен топ на бяло поле c2 · бял топ на бяло поле e2 · бял кон на бяло поле d1 | 8 |
| 7 | черна пешка на черно поле g7 · черен цар на бяло поле g6 · бял топ на черно поле a5 · черна пешка на бяло поле d5 · черна пешка на черно поле e5 · черна пешка на черно поле g5 · черен топ на бяло поле c4 · бяла пешка на черно поле d4 · черен кон на бяло поле e4 · бяла пешка на бяло поле g4 · черна пешка на бяло поле b3 · бял цар на бяло поле d3 · бяла пешка на черно поле e3 · бяла пешка на черно поле b2 · черен топ на бяло поле c2 · бял топ на бяло поле e2 · бял кон на бяло поле d1 | черна пешка на черно поле g7 · черен цар на бяло поле g6 · бял топ на черно поле a5 · черна пешка на бяло поле d5 · черна пешка на черно поле e5 · черна пешка на черно поле g5 · черен топ на бяло поле c4 · бяла пешка на черно поле d4 · черен кон на бяло поле e4 · бяла пешка на бяло поле g4 · черна пешка на бяло поле b3 · бял цар на бяло поле d3 · бяла пешка на черно поле e3 · бяла пешка на черно поле b2 · черен топ на бяло поле c2 · бял топ на бяло поле e2 · бял кон на бяло поле d1 | черна пешка на черно поле g7 · черен цар на бяло поле g6 · бял топ на черно поле a5 · черна пешка на бяло поле d5 · черна пешка на черно поле e5 · черна пешка на черно поле g5 · черен топ на бяло поле c4 · бяла пешка на черно поле d4 · черен кон на бяло поле e4 · бяла пешка на бяло поле g4 · черна пешка на бяло поле b3 · бял цар на бяло поле d3 · бяла пешка на черно поле e3 · бяла пешка на черно поле b2 · черен топ на бяло поле c2 · бял топ на бяло поле e2 · бял кон на бяло поле d1 | черна пешка на черно поле g7 · черен цар на бяло поле g6 · бял топ на черно поле a5 · черна пешка на бяло поле d5 · черна пешка на черно поле e5 · черна пешка на черно поле g5 · черен топ на бяло поле c4 · бяла пешка на черно поле d4 · черен кон на бяло поле e4 · бяла пешка на бяло поле g4 · черна пешка на бяло поле b3 · бял цар на бяло поле d3 · бяла пешка на черно поле e3 · бяла пешка на черно поле b2 · черен топ на бяло поле c2 · бял топ на бяло поле e2 · бял кон на бяло поле d1 | черна пешка на черно поле g7 · черен цар на бяло поле g6 · бял топ на черно поле a5 · черна пешка на бяло поле d5 · черна пешка на черно поле e5 · черна пешка на черно поле g5 · черен топ на бяло поле c4 · бяла пешка на черно поле d4 · черен кон на бяло поле e4 · бяла пешка на бяло поле g4 · черна пешка на бяло поле b3 · бял цар на бяло поле d3 · бяла пешка на черно поле e3 · бяла пешка на черно поле b2 · черен топ на бяло поле c2 · бял топ на бяло поле e2 · бял кон на бяло поле d1 | черна пешка на черно поле g7 · черен цар на бяло поле g6 · бял топ на черно поле a5 · черна пешка на бяло поле d5 · черна пешка на черно поле e5 · черна пешка на черно поле g5 · черен топ на бяло поле c4 · бяла пешка на черно поле d4 · черен кон на бяло поле e4 · бяла пешка на бяло поле g4 · черна пешка на бяло поле b3 · бял цар на бяло поле d3 · бяла пешка на черно поле e3 · бяла пешка на черно поле b2 · черен топ на бяло поле c2 · бял топ на бяло поле e2 · бял кон на бяло поле d1 | черна пешка на черно поле g7 · черен цар на бяло поле g6 · бял топ на черно поле a5 · черна пешка на бяло поле d5 · черна пешка на черно поле e5 · черна пешка на черно поле g5 · черен топ на бяло поле c4 · бяла пешка на черно поле d4 · черен кон на бяло поле e4 · бяла пешка на бяло поле g4 · черна пешка на бяло поле b3 · бял цар на бяло поле d3 · бяла пешка на черно поле e3 · бяла пешка на черно поле b2 · черен топ на бяло поле c2 · бял топ на бяло поле e2 · бял кон на бяло поле d1 | черна пешка на черно поле g7 · черен цар на бяло поле g6 · бял топ на черно поле a5 · черна пешка на бяло поле d5 · черна пешка на черно поле e5 · черна пешка на черно поле g5 · черен топ на бяло поле c4 · бяла пешка на черно поле d4 · черен кон на бяло поле e4 · бяла пешка на бяло поле g4 · черна пешка на бяло поле b3 · бял цар на бяло поле d3 · бяла пешка на черно поле e3 · бяла пешка на черно поле b2 · черен топ на бяло поле c2 · бял топ на бяло поле e2 · бял кон на бяло поле d1 | 7 |
| 6 | черна пешка на черно поле g7 · черен цар на бяло поле g6 · бял топ на черно поле a5 · черна пешка на бяло поле d5 · черна пешка на черно поле e5 · черна пешка на черно поле g5 · черен топ на бяло поле c4 · бяла пешка на черно поле d4 · черен кон на бяло поле e4 · бяла пешка на бяло поле g4 · черна пешка на бяло поле b3 · бял цар на бяло поле d3 · бяла пешка на черно поле e3 · бяла пешка на черно поле b2 · черен топ на бяло поле c2 · бял топ на бяло поле e2 · бял кон на бяло поле d1 | черна пешка на черно поле g7 · черен цар на бяло поле g6 · бял топ на черно поле a5 · черна пешка на бяло поле d5 · черна пешка на черно поле e5 · черна пешка на черно поле g5 · черен топ на бяло поле c4 · бяла пешка на черно поле d4 · черен кон на бяло поле e4 · бяла пешка на бяло поле g4 · черна пешка на бяло поле b3 · бял цар на бяло поле d3 · бяла пешка на черно поле e3 · бяла пешка на черно поле b2 · черен топ на бяло поле c2 · бял топ на бяло поле e2 · бял кон на бяло поле d1 | черна пешка на черно поле g7 · черен цар на бяло поле g6 · бял топ на черно поле a5 · черна пешка на бяло поле d5 · черна пешка на черно поле e5 · черна пешка на черно поле g5 · черен топ на бяло поле c4 · бяла пешка на черно поле d4 · черен кон на бяло поле e4 · бяла пешка на бяло поле g4 · черна пешка на бяло поле b3 · бял цар на бяло поле d3 · бяла пешка на черно поле e3 · бяла пешка на черно поле b2 · черен топ на бяло поле c2 · бял топ на бяло поле e2 · бял кон на бяло поле d1 | черна пешка на черно поле g7 · черен цар на бяло поле g6 · бял топ на черно поле a5 · черна пешка на бяло поле d5 · черна пешка на черно поле e5 · черна пешка на черно поле g5 · черен топ на бяло поле c4 · бяла пешка на черно поле d4 · черен кон на бяло поле e4 · бяла пешка на бяло поле g4 · черна пешка на бяло поле b3 · бял цар на бяло поле d3 · бяла пешка на черно поле e3 · бяла пешка на черно поле b2 · черен топ на бяло поле c2 · бял топ на бяло поле e2 · бял кон на бяло поле d1 | черна пешка на черно поле g7 · черен цар на бяло поле g6 · бял топ на черно поле a5 · черна пешка на бяло поле d5 · черна пешка на черно поле e5 · черна пешка на черно поле g5 · черен топ на бяло поле c4 · бяла пешка на черно поле d4 · черен кон на бяло поле e4 · бяла пешка на бяло поле g4 · черна пешка на бяло поле b3 · бял цар на бяло поле d3 · бяла пешка на черно поле e3 · бяла пешка на черно поле b2 · черен топ на бяло поле c2 · бял топ на бяло поле e2 · бял кон на бяло поле d1 | черна пешка на черно поле g7 · черен цар на бяло поле g6 · бял топ на черно поле a5 · черна пешка на бяло поле d5 · черна пешка на черно поле e5 · черна пешка на черно поле g5 · черен топ на бяло поле c4 · бяла пешка на черно поле d4 · черен кон на бяло поле e4 · бяла пешка на бяло поле g4 · черна пешка на бяло поле b3 · бял цар на бяло поле d3 · бяла пешка на черно поле e3 · бяла пешка на черно поле b2 · черен топ на бяло поле c2 · бял топ на бяло поле e2 · бял кон на бяло поле d1 | черна пешка на черно поле g7 · черен цар на бяло поле g6 · бял топ на черно поле a5 · черна пешка на бяло поле d5 · черна пешка на черно поле e5 · черна пешка на черно поле g5 · черен топ на бяло поле c4 · бяла пешка на черно поле d4 · черен кон на бяло поле e4 · бяла пешка на бяло поле g4 · черна пешка на бяло поле b3 · бял цар на бяло поле d3 · бяла пешка на черно поле e3 · бяла пешка на черно поле b2 · черен топ на бяло поле c2 · бял топ на бяло поле e2 · бял кон на бяло поле d1 | черна пешка на черно поле g7 · черен цар на бяло поле g6 · бял топ на черно поле a5 · черна пешка на бяло поле d5 · черна пешка на черно поле e5 · черна пешка на черно поле g5 · черен топ на бяло поле c4 · бяла пешка на черно поле d4 · черен кон на бяло поле e4 · бяла пешка на бяло поле g4 · черна пешка на бяло поле b3 · бял цар на бяло поле d3 · бяла пешка на черно поле e3 · бяла пешка на черно поле b2 · черен топ на бяло поле c2 · бял топ на бяло поле e2 · бял кон на бяло поле d1 | 6 |
| 5 | черна пешка на черно поле g7 · черен цар на бяло поле g6 · бял топ на черно поле a5 · черна пешка на бяло поле d5 · черна пешка на черно поле e5 · черна пешка на черно поле g5 · черен топ на бяло поле c4 · бяла пешка на черно поле d4 · черен кон на бяло поле e4 · бяла пешка на бяло поле g4 · черна пешка на бяло поле b3 · бял цар на бяло поле d3 · бяла пешка на черно поле e3 · бяла пешка на черно поле b2 · черен топ на бяло поле c2 · бял топ на бяло поле e2 · бял кон на бяло поле d1 | черна пешка на черно поле g7 · черен цар на бяло поле g6 · бял топ на черно поле a5 · черна пешка на бяло поле d5 · черна пешка на черно поле e5 · черна пешка на черно поле g5 · черен топ на бяло поле c4 · бяла пешка на черно поле d4 · черен кон на бяло поле e4 · бяла пешка на бяло поле g4 · черна пешка на бяло поле b3 · бял цар на бяло поле d3 · бяла пешка на черно поле e3 · бяла пешка на черно поле b2 · черен топ на бяло поле c2 · бял топ на бяло поле e2 · бял кон на бяло поле d1 | черна пешка на черно поле g7 · черен цар на бяло поле g6 · бял топ на черно поле a5 · черна пешка на бяло поле d5 · черна пешка на черно поле e5 · черна пешка на черно поле g5 · черен топ на бяло поле c4 · бяла пешка на черно поле d4 · черен кон на бяло поле e4 · бяла пешка на бяло поле g4 · черна пешка на бяло поле b3 · бял цар на бяло поле d3 · бяла пешка на черно поле e3 · бяла пешка на черно поле b2 · черен топ на бяло поле c2 · бял топ на бяло поле e2 · бял кон на бяло поле d1 | черна пешка на черно поле g7 · черен цар на бяло поле g6 · бял топ на черно поле a5 · черна пешка на бяло поле d5 · черна пешка на черно поле e5 · черна пешка на черно поле g5 · черен топ на бяло поле c4 · бяла пешка на черно поле d4 · черен кон на бяло поле e4 · бяла пешка на бяло поле g4 · черна пешка на бяло поле b3 · бял цар на бяло поле d3 · бяла пешка на черно поле e3 · бяла пешка на черно поле b2 · черен топ на бяло поле c2 · бял топ на бяло поле e2 · бял кон на бяло поле d1 | черна пешка на черно поле g7 · черен цар на бяло поле g6 · бял топ на черно поле a5 · черна пешка на бяло поле d5 · черна пешка на черно поле e5 · черна пешка на черно поле g5 · черен топ на бяло поле c4 · бяла пешка на черно поле d4 · черен кон на бяло поле e4 · бяла пешка на бяло поле g4 · черна пешка на бяло поле b3 · бял цар на бяло поле d3 · бяла пешка на черно поле e3 · бяла пешка на черно поле b2 · черен топ на бяло поле c2 · бял топ на бяло поле e2 · бял кон на бяло поле d1 | черна пешка на черно поле g7 · черен цар на бяло поле g6 · бял топ на черно поле a5 · черна пешка на бяло поле d5 · черна пешка на черно поле e5 · черна пешка на черно поле g5 · черен топ на бяло поле c4 · бяла пешка на черно поле d4 · черен кон на бяло поле e4 · бяла пешка на бяло поле g4 · черна пешка на бяло поле b3 · бял цар на бяло поле d3 · бяла пешка на черно поле e3 · бяла пешка на черно поле b2 · черен топ на бяло поле c2 · бял топ на бяло поле e2 · бял кон на бяло поле d1 | черна пешка на черно поле g7 · черен цар на бяло поле g6 · бял топ на черно поле a5 · черна пешка на бяло поле d5 · черна пешка на черно поле e5 · черна пешка на черно поле g5 · черен топ на бяло поле c4 · бяла пешка на черно поле d4 · черен кон на бяло поле e4 · бяла пешка на бяло поле g4 · черна пешка на бяло поле b3 · бял цар на бяло поле d3 · бяла пешка на черно поле e3 · бяла пешка на черно поле b2 · черен топ на бяло поле c2 · бял топ на бяло поле e2 · бял кон на бяло поле d1 | черна пешка на черно поле g7 · черен цар на бяло поле g6 · бял топ на черно поле a5 · черна пешка на бяло поле d5 · черна пешка на черно поле e5 · черна пешка на черно поле g5 · черен топ на бяло поле c4 · бяла пешка на черно поле d4 · черен кон на бяло поле e4 · бяла пешка на бяло поле g4 · черна пешка на бяло поле b3 · бял цар на бяло поле d3 · бяла пешка на черно поле e3 · бяла пешка на черно поле b2 · черен топ на бяло поле c2 · бял топ на бяло поле e2 · бял кон на бяло поле d1 | 5 |
| 4 | черна пешка на черно поле g7 · черен цар на бяло поле g6 · бял топ на черно поле a5 · черна пешка на бяло поле d5 · черна пешка на черно поле e5 · черна пешка на черно поле g5 · черен топ на бяло поле c4 · бяла пешка на черно поле d4 · черен кон на бяло поле e4 · бяла пешка на бяло поле g4 · черна пешка на бяло поле b3 · бял цар на бяло поле d3 · бяла пешка на черно поле e3 · бяла пешка на черно поле b2 · черен топ на бяло поле c2 · бял топ на бяло поле e2 · бял кон на бяло поле d1 | черна пешка на черно поле g7 · черен цар на бяло поле g6 · бял топ на черно поле a5 · черна пешка на бяло поле d5 · черна пешка на черно поле e5 · черна пешка на черно поле g5 · черен топ на бяло поле c4 · бяла пешка на черно поле d4 · черен кон на бяло поле e4 · бяла пешка на бяло поле g4 · черна пешка на бяло поле b3 · бял цар на бяло поле d3 · бяла пешка на черно поле e3 · бяла пешка на черно поле b2 · черен топ на бяло поле c2 · бял топ на бяло поле e2 · бял кон на бяло поле d1 | черна пешка на черно поле g7 · черен цар на бяло поле g6 · бял топ на черно поле a5 · черна пешка на бяло поле d5 · черна пешка на черно поле e5 · черна пешка на черно поле g5 · черен топ на бяло поле c4 · бяла пешка на черно поле d4 · черен кон на бяло поле e4 · бяла пешка на бяло поле g4 · черна пешка на бяло поле b3 · бял цар на бяло поле d3 · бяла пешка на черно поле e3 · бяла пешка на черно поле b2 · черен топ на бяло поле c2 · бял топ на бяло поле e2 · бял кон на бяло поле d1 | черна пешка на черно поле g7 · черен цар на бяло поле g6 · бял топ на черно поле a5 · черна пешка на бяло поле d5 · черна пешка на черно поле e5 · черна пешка на черно поле g5 · черен топ на бяло поле c4 · бяла пешка на черно поле d4 · черен кон на бяло поле e4 · бяла пешка на бяло поле g4 · черна пешка на бяло поле b3 · бял цар на бяло поле d3 · бяла пешка на черно поле e3 · бяла пешка на черно поле b2 · черен топ на бяло поле c2 · бял топ на бяло поле e2 · бял кон на бяло поле d1 | черна пешка на черно поле g7 · черен цар на бяло поле g6 · бял топ на черно поле a5 · черна пешка на бяло поле d5 · черна пешка на черно поле e5 · черна пешка на черно поле g5 · черен топ на бяло поле c4 · бяла пешка на черно поле d4 · черен кон на бяло поле e4 · бяла пешка на бяло поле g4 · черна пешка на бяло поле b3 · бял цар на бяло поле d3 · бяла пешка на черно поле e3 · бяла пешка на черно поле b2 · черен топ на бяло поле c2 · бял топ на бяло поле e2 · бял кон на бяло поле d1 | черна пешка на черно поле g7 · черен цар на бяло поле g6 · бял топ на черно поле a5 · черна пешка на бяло поле d5 · черна пешка на черно поле e5 · черна пешка на черно поле g5 · черен топ на бяло поле c4 · бяла пешка на черно поле d4 · черен кон на бяло поле e4 · бяла пешка на бяло поле g4 · черна пешка на бяло поле b3 · бял цар на бяло поле d3 · бяла пешка на черно поле e3 · бяла пешка на черно поле b2 · черен топ на бяло поле c2 · бял топ на бяло поле e2 · бял кон на бяло поле d1 | черна пешка на черно поле g7 · черен цар на бяло поле g6 · бял топ на черно поле a5 · черна пешка на бяло поле d5 · черна пешка на черно поле e5 · черна пешка на черно поле g5 · черен топ на бяло поле c4 · бяла пешка на черно поле d4 · черен кон на бяло поле e4 · бяла пешка на бяло поле g4 · черна пешка на бяло поле b3 · бял цар на бяло поле d3 · бяла пешка на черно поле e3 · бяла пешка на черно поле b2 · черен топ на бяло поле c2 · бял топ на бяло поле e2 · бял кон на бяло поле d1 | черна пешка на черно поле g7 · черен цар на бяло поле g6 · бял топ на черно поле a5 · черна пешка на бяло поле d5 · черна пешка на черно поле e5 · черна пешка на черно поле g5 · черен топ на бяло поле c4 · бяла пешка на черно поле d4 · черен кон на бяло поле e4 · бяла пешка на бяло поле g4 · черна пешка на бяло поле b3 · бял цар на бяло поле d3 · бяла пешка на черно поле e3 · бяла пешка на черно поле b2 · черен топ на бяло поле c2 · бял топ на бяло поле e2 · бял кон на бяло поле d1 | 4 |
| 3 | черна пешка на черно поле g7 · черен цар на бяло поле g6 · бял топ на черно поле a5 · черна пешка на бяло поле d5 · черна пешка на черно поле e5 · черна пешка на черно поле g5 · черен топ на бяло поле c4 · бяла пешка на черно поле d4 · черен кон на бяло поле e4 · бяла пешка на бяло поле g4 · черна пешка на бяло поле b3 · бял цар на бяло поле d3 · бяла пешка на черно поле e3 · бяла пешка на черно поле b2 · черен топ на бяло поле c2 · бял топ на бяло поле e2 · бял кон на бяло поле d1 | черна пешка на черно поле g7 · черен цар на бяло поле g6 · бял топ на черно поле a5 · черна пешка на бяло поле d5 · черна пешка на черно поле e5 · черна пешка на черно поле g5 · черен топ на бяло поле c4 · бяла пешка на черно поле d4 · черен кон на бяло поле e4 · бяла пешка на бяло поле g4 · черна пешка на бяло поле b3 · бял цар на бяло поле d3 · бяла пешка на черно поле e3 · бяла пешка на черно поле b2 · черен топ на бяло поле c2 · бял топ на бяло поле e2 · бял кон на бяло поле d1 | черна пешка на черно поле g7 · черен цар на бяло поле g6 · бял топ на черно поле a5 · черна пешка на бяло поле d5 · черна пешка на черно поле e5 · черна пешка на черно поле g5 · черен топ на бяло поле c4 · бяла пешка на черно поле d4 · черен кон на бяло поле e4 · бяла пешка на бяло поле g4 · черна пешка на бяло поле b3 · бял цар на бяло поле d3 · бяла пешка на черно поле e3 · бяла пешка на черно поле b2 · черен топ на бяло поле c2 · бял топ на бяло поле e2 · бял кон на бяло поле d1 | черна пешка на черно поле g7 · черен цар на бяло поле g6 · бял топ на черно поле a5 · черна пешка на бяло поле d5 · черна пешка на черно поле e5 · черна пешка на черно поле g5 · черен топ на бяло поле c4 · бяла пешка на черно поле d4 · черен кон на бяло поле e4 · бяла пешка на бяло поле g4 · черна пешка на бяло поле b3 · бял цар на бяло поле d3 · бяла пешка на черно поле e3 · бяла пешка на черно поле b2 · черен топ на бяло поле c2 · бял топ на бяло поле e2 · бял кон на бяло поле d1 | черна пешка на черно поле g7 · черен цар на бяло поле g6 · бял топ на черно поле a5 · черна пешка на бяло поле d5 · черна пешка на черно поле e5 · черна пешка на черно поле g5 · черен топ на бяло поле c4 · бяла пешка на черно поле d4 · черен кон на бяло поле e4 · бяла пешка на бяло поле g4 · черна пешка на бяло поле b3 · бял цар на бяло поле d3 · бяла пешка на черно поле e3 · бяла пешка на черно поле b2 · черен топ на бяло поле c2 · бял топ на бяло поле e2 · бял кон на бяло поле d1 | черна пешка на черно поле g7 · черен цар на бяло поле g6 · бял топ на черно поле a5 · черна пешка на бяло поле d5 · черна пешка на черно поле e5 · черна пешка на черно поле g5 · черен топ на бяло поле c4 · бяла пешка на черно поле d4 · черен кон на бяло поле e4 · бяла пешка на бяло поле g4 · черна пешка на бяло поле b3 · бял цар на бяло поле d3 · бяла пешка на черно поле e3 · бяла пешка на черно поле b2 · черен топ на бяло поле c2 · бял топ на бяло поле e2 · бял кон на бяло поле d1 | черна пешка на черно поле g7 · черен цар на бяло поле g6 · бял топ на черно поле a5 · черна пешка на бяло поле d5 · черна пешка на черно поле e5 · черна пешка на черно поле g5 · черен топ на бяло поле c4 · бяла пешка на черно поле d4 · черен кон на бяло поле e4 · бяла пешка на бяло поле g4 · черна пешка на бяло поле b3 · бял цар на бяло поле d3 · бяла пешка на черно поле e3 · бяла пешка на черно поле b2 · черен топ на бяло поле c2 · бял топ на бяло поле e2 · бял кон на бяло поле d1 | черна пешка на черно поле g7 · черен цар на бяло поле g6 · бял топ на черно поле a5 · черна пешка на бяло поле d5 · черна пешка на черно поле e5 · черна пешка на черно поле g5 · черен топ на бяло поле c4 · бяла пешка на черно поле d4 · черен кон на бяло поле e4 · бяла пешка на бяло поле g4 · черна пешка на бяло поле b3 · бял цар на бяло поле d3 · бяла пешка на черно поле e3 · бяла пешка на черно поле b2 · черен топ на бяло поле c2 · бял топ на бяло поле e2 · бял кон на бяло поле d1 | 3 |
| 2 | черна пешка на черно поле g7 · черен цар на бяло поле g6 · бял топ на черно поле a5 · черна пешка на бяло поле d5 · черна пешка на черно поле e5 · черна пешка на черно поле g5 · черен топ на бяло поле c4 · бяла пешка на черно поле d4 · черен кон на бяло поле e4 · бяла пешка на бяло поле g4 · черна пешка на бяло поле b3 · бял цар на бяло поле d3 · бяла пешка на черно поле e3 · бяла пешка на черно поле b2 · черен топ на бяло поле c2 · бял топ на бяло поле e2 · бял кон на бяло поле d1 | черна пешка на черно поле g7 · черен цар на бяло поле g6 · бял топ на черно поле a5 · черна пешка на бяло поле d5 · черна пешка на черно поле e5 · черна пешка на черно поле g5 · черен топ на бяло поле c4 · бяла пешка на черно поле d4 · черен кон на бяло поле e4 · бяла пешка на бяло поле g4 · черна пешка на бяло поле b3 · бял цар на бяло поле d3 · бяла пешка на черно поле e3 · бяла пешка на черно поле b2 · черен топ на бяло поле c2 · бял топ на бяло поле e2 · бял кон на бяло поле d1 | черна пешка на черно поле g7 · черен цар на бяло поле g6 · бял топ на черно поле a5 · черна пешка на бяло поле d5 · черна пешка на черно поле e5 · черна пешка на черно поле g5 · черен топ на бяло поле c4 · бяла пешка на черно поле d4 · черен кон на бяло поле e4 · бяла пешка на бяло поле g4 · черна пешка на бяло поле b3 · бял цар на бяло поле d3 · бяла пешка на черно поле e3 · бяла пешка на черно поле b2 · черен топ на бяло поле c2 · бял топ на бяло поле e2 · бял кон на бяло поле d1 | черна пешка на черно поле g7 · черен цар на бяло поле g6 · бял топ на черно поле a5 · черна пешка на бяло поле d5 · черна пешка на черно поле e5 · черна пешка на черно поле g5 · черен топ на бяло поле c4 · бяла пешка на черно поле d4 · черен кон на бяло поле e4 · бяла пешка на бяло поле g4 · черна пешка на бяло поле b3 · бял цар на бяло поле d3 · бяла пешка на черно поле e3 · бяла пешка на черно поле b2 · черен топ на бяло поле c2 · бял топ на бяло поле e2 · бял кон на бяло поле d1 | черна пешка на черно поле g7 · черен цар на бяло поле g6 · бял топ на черно поле a5 · черна пешка на бяло поле d5 · черна пешка на черно поле e5 · черна пешка на черно поле g5 · черен топ на бяло поле c4 · бяла пешка на черно поле d4 · черен кон на бяло поле e4 · бяла пешка на бяло поле g4 · черна пешка на бяло поле b3 · бял цар на бяло поле d3 · бяла пешка на черно поле e3 · бяла пешка на черно поле b2 · черен топ на бяло поле c2 · бял топ на бяло поле e2 · бял кон на бяло поле d1 | черна пешка на черно поле g7 · черен цар на бяло поле g6 · бял топ на черно поле a5 · черна пешка на бяло поле d5 · черна пешка на черно поле e5 · черна пешка на черно поле g5 · черен топ на бяло поле c4 · бяла пешка на черно поле d4 · черен кон на бяло поле e4 · бяла пешка на бяло поле g4 · черна пешка на бяло поле b3 · бял цар на бяло поле d3 · бяла пешка на черно поле e3 · бяла пешка на черно поле b2 · черен топ на бяло поле c2 · бял топ на бяло поле e2 · бял кон на бяло поле d1 | черна пешка на черно поле g7 · черен цар на бяло поле g6 · бял топ на черно поле a5 · черна пешка на бяло поле d5 · черна пешка на черно поле e5 · черна пешка на черно поле g5 · черен топ на бяло поле c4 · бяла пешка на черно поле d4 · черен кон на бяло поле e4 · бяла пешка на бяло поле g4 · черна пешка на бяло поле b3 · бял цар на бяло поле d3 · бяла пешка на черно поле e3 · бяла пешка на черно поле b2 · черен топ на бяло поле c2 · бял топ на бяло поле e2 · бял кон на бяло поле d1 | черна пешка на черно поле g7 · черен цар на бяло поле g6 · бял топ на черно поле a5 · черна пешка на бяло поле d5 · черна пешка на черно поле e5 · черна пешка на черно поле g5 · черен топ на бяло поле c4 · бяла пешка на черно поле d4 · черен кон на бяло поле e4 · бяла пешка на бяло поле g4 · черна пешка на бяло поле b3 · бял цар на бяло поле d3 · бяла пешка на черно поле e3 · бяла пешка на черно поле b2 · черен топ на бяло поле c2 · бял топ на бяло поле e2 · бял кон на бяло поле d1 | 2 |
| 1 | черна пешка на черно поле g7 · черен цар на бяло поле g6 · бял топ на черно поле a5 · черна пешка на бяло поле d5 · черна пешка на черно поле e5 · черна пешка на черно поле g5 · черен топ на бяло поле c4 · бяла пешка на черно поле d4 · черен кон на бяло поле e4 · бяла пешка на бяло поле g4 · черна пешка на бяло поле b3 · бял цар на бяло поле d3 · бяла пешка на черно поле e3 · бяла пешка на черно поле b2 · черен топ на бяло поле c2 · бял топ на бяло поле e2 · бял кон на бяло поле d1 | черна пешка на черно поле g7 · черен цар на бяло поле g6 · бял топ на черно поле a5 · черна пешка на бяло поле d5 · черна пешка на черно поле e5 · черна пешка на черно поле g5 · черен топ на бяло поле c4 · бяла пешка на черно поле d4 · черен кон на бяло поле e4 · бяла пешка на бяло поле g4 · черна пешка на бяло поле b3 · бял цар на бяло поле d3 · бяла пешка на черно поле e3 · бяла пешка на черно поле b2 · черен топ на бяло поле c2 · бял топ на бяло поле e2 · бял кон на бяло поле d1 | черна пешка на черно поле g7 · черен цар на бяло поле g6 · бял топ на черно поле a5 · черна пешка на бяло поле d5 · черна пешка на черно поле e5 · черна пешка на черно поле g5 · черен топ на бяло поле c4 · бяла пешка на черно поле d4 · черен кон на бяло поле e4 · бяла пешка на бяло поле g4 · черна пешка на бяло поле b3 · бял цар на бяло поле d3 · бяла пешка на черно поле e3 · бяла пешка на черно поле b2 · черен топ на бяло поле c2 · бял топ на бяло поле e2 · бял кон на бяло поле d1 | черна пешка на черно поле g7 · черен цар на бяло поле g6 · бял топ на черно поле a5 · черна пешка на бяло поле d5 · черна пешка на черно поле e5 · черна пешка на черно поле g5 · черен топ на бяло поле c4 · бяла пешка на черно поле d4 · черен кон на бяло поле e4 · бяла пешка на бяло поле g4 · черна пешка на бяло поле b3 · бял цар на бяло поле d3 · бяла пешка на черно поле e3 · бяла пешка на черно поле b2 · черен топ на бяло поле c2 · бял топ на бяло поле e2 · бял кон на бяло поле d1 | черна пешка на черно поле g7 · черен цар на бяло поле g6 · бял топ на черно поле a5 · черна пешка на бяло поле d5 · черна пешка на черно поле e5 · черна пешка на черно поле g5 · черен топ на бяло поле c4 · бяла пешка на черно поле d4 · черен кон на бяло поле e4 · бяла пешка на бяло поле g4 · черна пешка на бяло поле b3 · бял цар на бяло поле d3 · бяла пешка на черно поле e3 · бяла пешка на черно поле b2 · черен топ на бяло поле c2 · бял топ на бяло поле e2 · бял кон на бяло поле d1 | черна пешка на черно поле g7 · черен цар на бяло поле g6 · бял топ на черно поле a5 · черна пешка на бяло поле d5 · черна пешка на черно поле e5 · черна пешка на черно поле g5 · черен топ на бяло поле c4 · бяла пешка на черно поле d4 · черен кон на бяло поле e4 · бяла пешка на бяло поле g4 · черна пешка на бяло поле b3 · бял цар на бяло поле d3 · бяла пешка на черно поле e3 · бяла пешка на черно поле b2 · черен топ на бяло поле c2 · бял топ на бяло поле e2 · бял кон на бяло поле d1 | черна пешка на черно поле g7 · черен цар на бяло поле g6 · бял топ на черно поле a5 · черна пешка на бяло поле d5 · черна пешка на черно поле e5 · черна пешка на черно поле g5 · черен топ на бяло поле c4 · бяла пешка на черно поле d4 · черен кон на бяло поле e4 · бяла пешка на бяло поле g4 · черна пешка на бяло поле b3 · бял цар на бяло поле d3 · бяла пешка на черно поле e3 · бяла пешка на черно поле b2 · черен топ на бяло поле c2 · бял топ на бяло поле e2 · бял кон на бяло поле d1 | черна пешка на черно поле g7 · черен цар на бяло поле g6 · бял топ на черно поле a5 · черна пешка на бяло поле d5 · черна пешка на черно поле e5 · черна пешка на черно поле g5 · черен топ на бяло поле c4 · бяла пешка на черно поле d4 · черен кон на бяло поле e4 · бяла пешка на бяло поле g4 · черна пешка на бяло поле b3 · бял цар на бяло поле d3 · бяла пешка на черно поле e3 · бяла пешка на черно поле b2 · черен топ на бяло поле c2 · бял топ на бяло поле e2 · бял кон на бяло поле d1 | 1 |
|   | a | b | c | d | e | f | g | h |   |

|   | a | b | c | d | e | f | g | h |   |
| 8 | черен кон на черно поле d8 · черна пешка на черно поле a7 · черна пешка на бяло поле b7 · черна пешка на бяло поле f7 · черен цар на бяло поле e6 · черна пешка на черно поле h6 · бяла пешка на бяло поле b5 · бяла пешка на черно поле c5 · черна пешка на черно поле e5 · бял кон на бяло поле e4 · бяла пешка на черно поле f4 · бяла пешка на черно поле a3 · черен офицер на бяло поле b3 · бял цар на черно поле e3 · бял офицер на бяло поле g2 · бяла пешка на черно поле h2 | черен кон на черно поле d8 · черна пешка на черно поле a7 · черна пешка на бяло поле b7 · черна пешка на бяло поле f7 · черен цар на бяло поле e6 · черна пешка на черно поле h6 · бяла пешка на бяло поле b5 · бяла пешка на черно поле c5 · черна пешка на черно поле e5 · бял кон на бяло поле e4 · бяла пешка на черно поле f4 · бяла пешка на черно поле a3 · черен офицер на бяло поле b3 · бял цар на черно поле e3 · бял офицер на бяло поле g2 · бяла пешка на черно поле h2 | черен кон на черно поле d8 · черна пешка на черно поле a7 · черна пешка на бяло поле b7 · черна пешка на бяло поле f7 · черен цар на бяло поле e6 · черна пешка на черно поле h6 · бяла пешка на бяло поле b5 · бяла пешка на черно поле c5 · черна пешка на черно поле e5 · бял кон на бяло поле e4 · бяла пешка на черно поле f4 · бяла пешка на черно поле a3 · черен офицер на бяло поле b3 · бял цар на черно поле e3 · бял офицер на бяло поле g2 · бяла пешка на черно поле h2 | черен кон на черно поле d8 · черна пешка на черно поле a7 · черна пешка на бяло поле b7 · черна пешка на бяло поле f7 · черен цар на бяло поле e6 · черна пешка на черно поле h6 · бяла пешка на бяло поле b5 · бяла пешка на черно поле c5 · черна пешка на черно поле e5 · бял кон на бяло поле e4 · бяла пешка на черно поле f4 · бяла пешка на черно поле a3 · черен офицер на бяло поле b3 · бял цар на черно поле e3 · бял офицер на бяло поле g2 · бяла пешка на черно поле h2 | черен кон на черно поле d8 · черна пешка на черно поле a7 · черна пешка на бяло поле b7 · черна пешка на бяло поле f7 · черен цар на бяло поле e6 · черна пешка на черно поле h6 · бяла пешка на бяло поле b5 · бяла пешка на черно поле c5 · черна пешка на черно поле e5 · бял кон на бяло поле e4 · бяла пешка на черно поле f4 · бяла пешка на черно поле a3 · черен офицер на бяло поле b3 · бял цар на черно поле e3 · бял офицер на бяло поле g2 · бяла пешка на черно поле h2 | черен кон на черно поле d8 · черна пешка на черно поле a7 · черна пешка на бяло поле b7 · черна пешка на бяло поле f7 · черен цар на бяло поле e6 · черна пешка на черно поле h6 · бяла пешка на бяло поле b5 · бяла пешка на черно поле c5 · черна пешка на черно поле e5 · бял кон на бяло поле e4 · бяла пешка на черно поле f4 · бяла пешка на черно поле a3 · черен офицер на бяло поле b3 · бял цар на черно поле e3 · бял офицер на бяло поле g2 · бяла пешка на черно поле h2 | черен кон на черно поле d8 · черна пешка на черно поле a7 · черна пешка на бяло поле b7 · черна пешка на бяло поле f7 · черен цар на бяло поле e6 · черна пешка на черно поле h6 · бяла пешка на бяло поле b5 · бяла пешка на черно поле c5 · черна пешка на черно поле e5 · бял кон на бяло поле e4 · бяла пешка на черно поле f4 · бяла пешка на черно поле a3 · черен офицер на бяло поле b3 · бял цар на черно поле e3 · бял офицер на бяло поле g2 · бяла пешка на черно поле h2 | черен кон на черно поле d8 · черна пешка на черно поле a7 · черна пешка на бяло поле b7 · черна пешка на бяло поле f7 · черен цар на бяло поле e6 · черна пешка на черно поле h6 · бяла пешка на бяло поле b5 · бяла пешка на черно поле c5 · черна пешка на черно поле e5 · бял кон на бяло поле e4 · бяла пешка на черно поле f4 · бяла пешка на черно поле a3 · черен офицер на бяло поле b3 · бял цар на черно поле e3 · бял офицер на бяло поле g2 · бяла пешка на черно поле h2 | 8 |
| 7 | черен кон на черно поле d8 · черна пешка на черно поле a7 · черна пешка на бяло поле b7 · черна пешка на бяло поле f7 · черен цар на бяло поле e6 · черна пешка на черно поле h6 · бяла пешка на бяло поле b5 · бяла пешка на черно поле c5 · черна пешка на черно поле e5 · бял кон на бяло поле e4 · бяла пешка на черно поле f4 · бяла пешка на черно поле a3 · черен офицер на бяло поле b3 · бял цар на черно поле e3 · бял офицер на бяло поле g2 · бяла пешка на черно поле h2 | черен кон на черно поле d8 · черна пешка на черно поле a7 · черна пешка на бяло поле b7 · черна пешка на бяло поле f7 · черен цар на бяло поле e6 · черна пешка на черно поле h6 · бяла пешка на бяло поле b5 · бяла пешка на черно поле c5 · черна пешка на черно поле e5 · бял кон на бяло поле e4 · бяла пешка на черно поле f4 · бяла пешка на черно поле a3 · черен офицер на бяло поле b3 · бял цар на черно поле e3 · бял офицер на бяло поле g2 · бяла пешка на черно поле h2 | черен кон на черно поле d8 · черна пешка на черно поле a7 · черна пешка на бяло поле b7 · черна пешка на бяло поле f7 · черен цар на бяло поле e6 · черна пешка на черно поле h6 · бяла пешка на бяло поле b5 · бяла пешка на черно поле c5 · черна пешка на черно поле e5 · бял кон на бяло поле e4 · бяла пешка на черно поле f4 · бяла пешка на черно поле a3 · черен офицер на бяло поле b3 · бял цар на черно поле e3 · бял офицер на бяло поле g2 · бяла пешка на черно поле h2 | черен кон на черно поле d8 · черна пешка на черно поле a7 · черна пешка на бяло поле b7 · черна пешка на бяло поле f7 · черен цар на бяло поле e6 · черна пешка на черно поле h6 · бяла пешка на бяло поле b5 · бяла пешка на черно поле c5 · черна пешка на черно поле e5 · бял кон на бяло поле e4 · бяла пешка на черно поле f4 · бяла пешка на черно поле a3 · черен офицер на бяло поле b3 · бял цар на черно поле e3 · бял офицер на бяло поле g2 · бяла пешка на черно поле h2 | черен кон на черно поле d8 · черна пешка на черно поле a7 · черна пешка на бяло поле b7 · черна пешка на бяло поле f7 · черен цар на бяло поле e6 · черна пешка на черно поле h6 · бяла пешка на бяло поле b5 · бяла пешка на черно поле c5 · черна пешка на черно поле e5 · бял кон на бяло поле e4 · бяла пешка на черно поле f4 · бяла пешка на черно поле a3 · черен офицер на бяло поле b3 · бял цар на черно поле e3 · бял офицер на бяло поле g2 · бяла пешка на черно поле h2 | черен кон на черно поле d8 · черна пешка на черно поле a7 · черна пешка на бяло поле b7 · черна пешка на бяло поле f7 · черен цар на бяло поле e6 · черна пешка на черно поле h6 · бяла пешка на бяло поле b5 · бяла пешка на черно поле c5 · черна пешка на черно поле e5 · бял кон на бяло поле e4 · бяла пешка на черно поле f4 · бяла пешка на черно поле a3 · черен офицер на бяло поле b3 · бял цар на черно поле e3 · бял офицер на бяло поле g2 · бяла пешка на черно поле h2 | черен кон на черно поле d8 · черна пешка на черно поле a7 · черна пешка на бяло поле b7 · черна пешка на бяло поле f7 · черен цар на бяло поле e6 · черна пешка на черно поле h6 · бяла пешка на бяло поле b5 · бяла пешка на черно поле c5 · черна пешка на черно поле e5 · бял кон на бяло поле e4 · бяла пешка на черно поле f4 · бяла пешка на черно поле a3 · черен офицер на бяло поле b3 · бял цар на черно поле e3 · бял офицер на бяло поле g2 · бяла пешка на черно поле h2 | черен кон на черно поле d8 · черна пешка на черно поле a7 · черна пешка на бяло поле b7 · черна пешка на бяло поле f7 · черен цар на бяло поле e6 · черна пешка на черно поле h6 · бяла пешка на бяло поле b5 · бяла пешка на черно поле c5 · черна пешка на черно поле e5 · бял кон на бяло поле e4 · бяла пешка на черно поле f4 · бяла пешка на черно поле a3 · черен офицер на бяло поле b3 · бял цар на черно поле e3 · бял офицер на бяло поле g2 · бяла пешка на черно поле h2 | 7 |
| 6 | черен кон на черно поле d8 · черна пешка на черно поле a7 · черна пешка на бяло поле b7 · черна пешка на бяло поле f7 · черен цар на бяло поле e6 · черна пешка на черно поле h6 · бяла пешка на бяло поле b5 · бяла пешка на черно поле c5 · черна пешка на черно поле e5 · бял кон на бяло поле e4 · бяла пешка на черно поле f4 · бяла пешка на черно поле a3 · черен офицер на бяло поле b3 · бял цар на черно поле e3 · бял офицер на бяло поле g2 · бяла пешка на черно поле h2 | черен кон на черно поле d8 · черна пешка на черно поле a7 · черна пешка на бяло поле b7 · черна пешка на бяло поле f7 · черен цар на бяло поле e6 · черна пешка на черно поле h6 · бяла пешка на бяло поле b5 · бяла пешка на черно поле c5 · черна пешка на черно поле e5 · бял кон на бяло поле e4 · бяла пешка на черно поле f4 · бяла пешка на черно поле a3 · черен офицер на бяло поле b3 · бял цар на черно поле e3 · бял офицер на бяло поле g2 · бяла пешка на черно поле h2 | черен кон на черно поле d8 · черна пешка на черно поле a7 · черна пешка на бяло поле b7 · черна пешка на бяло поле f7 · черен цар на бяло поле e6 · черна пешка на черно поле h6 · бяла пешка на бяло поле b5 · бяла пешка на черно поле c5 · черна пешка на черно поле e5 · бял кон на бяло поле e4 · бяла пешка на черно поле f4 · бяла пешка на черно поле a3 · черен офицер на бяло поле b3 · бял цар на черно поле e3 · бял офицер на бяло поле g2 · бяла пешка на черно поле h2 | черен кон на черно поле d8 · черна пешка на черно поле a7 · черна пешка на бяло поле b7 · черна пешка на бяло поле f7 · черен цар на бяло поле e6 · черна пешка на черно поле h6 · бяла пешка на бяло поле b5 · бяла пешка на черно поле c5 · черна пешка на черно поле e5 · бял кон на бяло поле e4 · бяла пешка на черно поле f4 · бяла пешка на черно поле a3 · черен офицер на бяло поле b3 · бял цар на черно поле e3 · бял офицер на бяло поле g2 · бяла пешка на черно поле h2 | черен кон на черно поле d8 · черна пешка на черно поле a7 · черна пешка на бяло поле b7 · черна пешка на бяло поле f7 · черен цар на бяло поле e6 · черна пешка на черно поле h6 · бяла пешка на бяло поле b5 · бяла пешка на черно поле c5 · черна пешка на черно поле e5 · бял кон на бяло поле e4 · бяла пешка на черно поле f4 · бяла пешка на черно поле a3 · черен офицер на бяло поле b3 · бял цар на черно поле e3 · бял офицер на бяло поле g2 · бяла пешка на черно поле h2 | черен кон на черно поле d8 · черна пешка на черно поле a7 · черна пешка на бяло поле b7 · черна пешка на бяло поле f7 · черен цар на бяло поле e6 · черна пешка на черно поле h6 · бяла пешка на бяло поле b5 · бяла пешка на черно поле c5 · черна пешка на черно поле e5 · бял кон на бяло поле e4 · бяла пешка на черно поле f4 · бяла пешка на черно поле a3 · черен офицер на бяло поле b3 · бял цар на черно поле e3 · бял офицер на бяло поле g2 · бяла пешка на черно поле h2 | черен кон на черно поле d8 · черна пешка на черно поле a7 · черна пешка на бяло поле b7 · черна пешка на бяло поле f7 · черен цар на бяло поле e6 · черна пешка на черно поле h6 · бяла пешка на бяло поле b5 · бяла пешка на черно поле c5 · черна пешка на черно поле e5 · бял кон на бяло поле e4 · бяла пешка на черно поле f4 · бяла пешка на черно поле a3 · черен офицер на бяло поле b3 · бял цар на черно поле e3 · бял офицер на бяло поле g2 · бяла пешка на черно поле h2 | черен кон на черно поле d8 · черна пешка на черно поле a7 · черна пешка на бяло поле b7 · черна пешка на бяло поле f7 · черен цар на бяло поле e6 · черна пешка на черно поле h6 · бяла пешка на бяло поле b5 · бяла пешка на черно поле c5 · черна пешка на черно поле e5 · бял кон на бяло поле e4 · бяла пешка на черно поле f4 · бяла пешка на черно поле a3 · черен офицер на бяло поле b3 · бял цар на черно поле e3 · бял офицер на бяло поле g2 · бяла пешка на черно поле h2 | 6 |
| 5 | черен кон на черно поле d8 · черна пешка на черно поле a7 · черна пешка на бяло поле b7 · черна пешка на бяло поле f7 · черен цар на бяло поле e6 · черна пешка на черно поле h6 · бяла пешка на бяло поле b5 · бяла пешка на черно поле c5 · черна пешка на черно поле e5 · бял кон на бяло поле e4 · бяла пешка на черно поле f4 · бяла пешка на черно поле a3 · черен офицер на бяло поле b3 · бял цар на черно поле e3 · бял офицер на бяло поле g2 · бяла пешка на черно поле h2 | черен кон на черно поле d8 · черна пешка на черно поле a7 · черна пешка на бяло поле b7 · черна пешка на бяло поле f7 · черен цар на бяло поле e6 · черна пешка на черно поле h6 · бяла пешка на бяло поле b5 · бяла пешка на черно поле c5 · черна пешка на черно поле e5 · бял кон на бяло поле e4 · бяла пешка на черно поле f4 · бяла пешка на черно поле a3 · черен офицер на бяло поле b3 · бял цар на черно поле e3 · бял офицер на бяло поле g2 · бяла пешка на черно поле h2 | черен кон на черно поле d8 · черна пешка на черно поле a7 · черна пешка на бяло поле b7 · черна пешка на бяло поле f7 · черен цар на бяло поле e6 · черна пешка на черно поле h6 · бяла пешка на бяло поле b5 · бяла пешка на черно поле c5 · черна пешка на черно поле e5 · бял кон на бяло поле e4 · бяла пешка на черно поле f4 · бяла пешка на черно поле a3 · черен офицер на бяло поле b3 · бял цар на черно поле e3 · бял офицер на бяло поле g2 · бяла пешка на черно поле h2 | черен кон на черно поле d8 · черна пешка на черно поле a7 · черна пешка на бяло поле b7 · черна пешка на бяло поле f7 · черен цар на бяло поле e6 · черна пешка на черно поле h6 · бяла пешка на бяло поле b5 · бяла пешка на черно поле c5 · черна пешка на черно поле e5 · бял кон на бяло поле e4 · бяла пешка на черно поле f4 · бяла пешка на черно поле a3 · черен офицер на бяло поле b3 · бял цар на черно поле e3 · бял офицер на бяло поле g2 · бяла пешка на черно поле h2 | черен кон на черно поле d8 · черна пешка на черно поле a7 · черна пешка на бяло поле b7 · черна пешка на бяло поле f7 · черен цар на бяло поле e6 · черна пешка на черно поле h6 · бяла пешка на бяло поле b5 · бяла пешка на черно поле c5 · черна пешка на черно поле e5 · бял кон на бяло поле e4 · бяла пешка на черно поле f4 · бяла пешка на черно поле a3 · черен офицер на бяло поле b3 · бял цар на черно поле e3 · бял офицер на бяло поле g2 · бяла пешка на черно поле h2 | черен кон на черно поле d8 · черна пешка на черно поле a7 · черна пешка на бяло поле b7 · черна пешка на бяло поле f7 · черен цар на бяло поле e6 · черна пешка на черно поле h6 · бяла пешка на бяло поле b5 · бяла пешка на черно поле c5 · черна пешка на черно поле e5 · бял кон на бяло поле e4 · бяла пешка на черно поле f4 · бяла пешка на черно поле a3 · черен офицер на бяло поле b3 · бял цар на черно поле e3 · бял офицер на бяло поле g2 · бяла пешка на черно поле h2 | черен кон на черно поле d8 · черна пешка на черно поле a7 · черна пешка на бяло поле b7 · черна пешка на бяло поле f7 · черен цар на бяло поле e6 · черна пешка на черно поле h6 · бяла пешка на бяло поле b5 · бяла пешка на черно поле c5 · черна пешка на черно поле e5 · бял кон на бяло поле e4 · бяла пешка на черно поле f4 · бяла пешка на черно поле a3 · черен офицер на бяло поле b3 · бял цар на черно поле e3 · бял офицер на бяло поле g2 · бяла пешка на черно поле h2 | черен кон на черно поле d8 · черна пешка на черно поле a7 · черна пешка на бяло поле b7 · черна пешка на бяло поле f7 · черен цар на бяло поле e6 · черна пешка на черно поле h6 · бяла пешка на бяло поле b5 · бяла пешка на черно поле c5 · черна пешка на черно поле e5 · бял кон на бяло поле e4 · бяла пешка на черно поле f4 · бяла пешка на черно поле a3 · черен офицер на бяло поле b3 · бял цар на черно поле e3 · бял офицер на бяло поле g2 · бяла пешка на черно поле h2 | 5 |
| 4 | черен кон на черно поле d8 · черна пешка на черно поле a7 · черна пешка на бяло поле b7 · черна пешка на бяло поле f7 · черен цар на бяло поле e6 · черна пешка на черно поле h6 · бяла пешка на бяло поле b5 · бяла пешка на черно поле c5 · черна пешка на черно поле e5 · бял кон на бяло поле e4 · бяла пешка на черно поле f4 · бяла пешка на черно поле a3 · черен офицер на бяло поле b3 · бял цар на черно поле e3 · бял офицер на бяло поле g2 · бяла пешка на черно поле h2 | черен кон на черно поле d8 · черна пешка на черно поле a7 · черна пешка на бяло поле b7 · черна пешка на бяло поле f7 · черен цар на бяло поле e6 · черна пешка на черно поле h6 · бяла пешка на бяло поле b5 · бяла пешка на черно поле c5 · черна пешка на черно поле e5 · бял кон на бяло поле e4 · бяла пешка на черно поле f4 · бяла пешка на черно поле a3 · черен офицер на бяло поле b3 · бял цар на черно поле e3 · бял офицер на бяло поле g2 · бяла пешка на черно поле h2 | черен кон на черно поле d8 · черна пешка на черно поле a7 · черна пешка на бяло поле b7 · черна пешка на бяло поле f7 · черен цар на бяло поле e6 · черна пешка на черно поле h6 · бяла пешка на бяло поле b5 · бяла пешка на черно поле c5 · черна пешка на черно поле e5 · бял кон на бяло поле e4 · бяла пешка на черно поле f4 · бяла пешка на черно поле a3 · черен офицер на бяло поле b3 · бял цар на черно поле e3 · бял офицер на бяло поле g2 · бяла пешка на черно поле h2 | черен кон на черно поле d8 · черна пешка на черно поле a7 · черна пешка на бяло поле b7 · черна пешка на бяло поле f7 · черен цар на бяло поле e6 · черна пешка на черно поле h6 · бяла пешка на бяло поле b5 · бяла пешка на черно поле c5 · черна пешка на черно поле e5 · бял кон на бяло поле e4 · бяла пешка на черно поле f4 · бяла пешка на черно поле a3 · черен офицер на бяло поле b3 · бял цар на черно поле e3 · бял офицер на бяло поле g2 · бяла пешка на черно поле h2 | черен кон на черно поле d8 · черна пешка на черно поле a7 · черна пешка на бяло поле b7 · черна пешка на бяло поле f7 · черен цар на бяло поле e6 · черна пешка на черно поле h6 · бяла пешка на бяло поле b5 · бяла пешка на черно поле c5 · черна пешка на черно поле e5 · бял кон на бяло поле e4 · бяла пешка на черно поле f4 · бяла пешка на черно поле a3 · черен офицер на бяло поле b3 · бял цар на черно поле e3 · бял офицер на бяло поле g2 · бяла пешка на черно поле h2 | черен кон на черно поле d8 · черна пешка на черно поле a7 · черна пешка на бяло поле b7 · черна пешка на бяло поле f7 · черен цар на бяло поле e6 · черна пешка на черно поле h6 · бяла пешка на бяло поле b5 · бяла пешка на черно поле c5 · черна пешка на черно поле e5 · бял кон на бяло поле e4 · бяла пешка на черно поле f4 · бяла пешка на черно поле a3 · черен офицер на бяло поле b3 · бял цар на черно поле e3 · бял офицер на бяло поле g2 · бяла пешка на черно поле h2 | черен кон на черно поле d8 · черна пешка на черно поле a7 · черна пешка на бяло поле b7 · черна пешка на бяло поле f7 · черен цар на бяло поле e6 · черна пешка на черно поле h6 · бяла пешка на бяло поле b5 · бяла пешка на черно поле c5 · черна пешка на черно поле e5 · бял кон на бяло поле e4 · бяла пешка на черно поле f4 · бяла пешка на черно поле a3 · черен офицер на бяло поле b3 · бял цар на черно поле e3 · бял офицер на бяло поле g2 · бяла пешка на черно поле h2 | черен кон на черно поле d8 · черна пешка на черно поле a7 · черна пешка на бяло поле b7 · черна пешка на бяло поле f7 · черен цар на бяло поле e6 · черна пешка на черно поле h6 · бяла пешка на бяло поле b5 · бяла пешка на черно поле c5 · черна пешка на черно поле e5 · бял кон на бяло поле e4 · бяла пешка на черно поле f4 · бяла пешка на черно поле a3 · черен офицер на бяло поле b3 · бял цар на черно поле e3 · бял офицер на бяло поле g2 · бяла пешка на черно поле h2 | 4 |
| 3 | черен кон на черно поле d8 · черна пешка на черно поле a7 · черна пешка на бяло поле b7 · черна пешка на бяло поле f7 · черен цар на бяло поле e6 · черна пешка на черно поле h6 · бяла пешка на бяло поле b5 · бяла пешка на черно поле c5 · черна пешка на черно поле e5 · бял кон на бяло поле e4 · бяла пешка на черно поле f4 · бяла пешка на черно поле a3 · черен офицер на бяло поле b3 · бял цар на черно поле e3 · бял офицер на бяло поле g2 · бяла пешка на черно поле h2 | черен кон на черно поле d8 · черна пешка на черно поле a7 · черна пешка на бяло поле b7 · черна пешка на бяло поле f7 · черен цар на бяло поле e6 · черна пешка на черно поле h6 · бяла пешка на бяло поле b5 · бяла пешка на черно поле c5 · черна пешка на черно поле e5 · бял кон на бяло поле e4 · бяла пешка на черно поле f4 · бяла пешка на черно поле a3 · черен офицер на бяло поле b3 · бял цар на черно поле e3 · бял офицер на бяло поле g2 · бяла пешка на черно поле h2 | черен кон на черно поле d8 · черна пешка на черно поле a7 · черна пешка на бяло поле b7 · черна пешка на бяло поле f7 · черен цар на бяло поле e6 · черна пешка на черно поле h6 · бяла пешка на бяло поле b5 · бяла пешка на черно поле c5 · черна пешка на черно поле e5 · бял кон на бяло поле e4 · бяла пешка на черно поле f4 · бяла пешка на черно поле a3 · черен офицер на бяло поле b3 · бял цар на черно поле e3 · бял офицер на бяло поле g2 · бяла пешка на черно поле h2 | черен кон на черно поле d8 · черна пешка на черно поле a7 · черна пешка на бяло поле b7 · черна пешка на бяло поле f7 · черен цар на бяло поле e6 · черна пешка на черно поле h6 · бяла пешка на бяло поле b5 · бяла пешка на черно поле c5 · черна пешка на черно поле e5 · бял кон на бяло поле e4 · бяла пешка на черно поле f4 · бяла пешка на черно поле a3 · черен офицер на бяло поле b3 · бял цар на черно поле e3 · бял офицер на бяло поле g2 · бяла пешка на черно поле h2 | черен кон на черно поле d8 · черна пешка на черно поле a7 · черна пешка на бяло поле b7 · черна пешка на бяло поле f7 · черен цар на бяло поле e6 · черна пешка на черно поле h6 · бяла пешка на бяло поле b5 · бяла пешка на черно поле c5 · черна пешка на черно поле e5 · бял кон на бяло поле e4 · бяла пешка на черно поле f4 · бяла пешка на черно поле a3 · черен офицер на бяло поле b3 · бял цар на черно поле e3 · бял офицер на бяло поле g2 · бяла пешка на черно поле h2 | черен кон на черно поле d8 · черна пешка на черно поле a7 · черна пешка на бяло поле b7 · черна пешка на бяло поле f7 · черен цар на бяло поле e6 · черна пешка на черно поле h6 · бяла пешка на бяло поле b5 · бяла пешка на черно поле c5 · черна пешка на черно поле e5 · бял кон на бяло поле e4 · бяла пешка на черно поле f4 · бяла пешка на черно поле a3 · черен офицер на бяло поле b3 · бял цар на черно поле e3 · бял офицер на бяло поле g2 · бяла пешка на черно поле h2 | черен кон на черно поле d8 · черна пешка на черно поле a7 · черна пешка на бяло поле b7 · черна пешка на бяло поле f7 · черен цар на бяло поле e6 · черна пешка на черно поле h6 · бяла пешка на бяло поле b5 · бяла пешка на черно поле c5 · черна пешка на черно поле e5 · бял кон на бяло поле e4 · бяла пешка на черно поле f4 · бяла пешка на черно поле a3 · черен офицер на бяло поле b3 · бял цар на черно поле e3 · бял офицер на бяло поле g2 · бяла пешка на черно поле h2 | черен кон на черно поле d8 · черна пешка на черно поле a7 · черна пешка на бяло поле b7 · черна пешка на бяло поле f7 · черен цар на бяло поле e6 · черна пешка на черно поле h6 · бяла пешка на бяло поле b5 · бяла пешка на черно поле c5 · черна пешка на черно поле e5 · бял кон на бяло поле e4 · бяла пешка на черно поле f4 · бяла пешка на черно поле a3 · черен офицер на бяло поле b3 · бял цар на черно поле e3 · бял офицер на бяло поле g2 · бяла пешка на черно поле h2 | 3 |
| 2 | черен кон на черно поле d8 · черна пешка на черно поле a7 · черна пешка на бяло поле b7 · черна пешка на бяло поле f7 · черен цар на бяло поле e6 · черна пешка на черно поле h6 · бяла пешка на бяло поле b5 · бяла пешка на черно поле c5 · черна пешка на черно поле e5 · бял кон на бяло поле e4 · бяла пешка на черно поле f4 · бяла пешка на черно поле a3 · черен офицер на бяло поле b3 · бял цар на черно поле e3 · бял офицер на бяло поле g2 · бяла пешка на черно поле h2 | черен кон на черно поле d8 · черна пешка на черно поле a7 · черна пешка на бяло поле b7 · черна пешка на бяло поле f7 · черен цар на бяло поле e6 · черна пешка на черно поле h6 · бяла пешка на бяло поле b5 · бяла пешка на черно поле c5 · черна пешка на черно поле e5 · бял кон на бяло поле e4 · бяла пешка на черно поле f4 · бяла пешка на черно поле a3 · черен офицер на бяло поле b3 · бял цар на черно поле e3 · бял офицер на бяло поле g2 · бяла пешка на черно поле h2 | черен кон на черно поле d8 · черна пешка на черно поле a7 · черна пешка на бяло поле b7 · черна пешка на бяло поле f7 · черен цар на бяло поле e6 · черна пешка на черно поле h6 · бяла пешка на бяло поле b5 · бяла пешка на черно поле c5 · черна пешка на черно поле e5 · бял кон на бяло поле e4 · бяла пешка на черно поле f4 · бяла пешка на черно поле a3 · черен офицер на бяло поле b3 · бял цар на черно поле e3 · бял офицер на бяло поле g2 · бяла пешка на черно поле h2 | черен кон на черно поле d8 · черна пешка на черно поле a7 · черна пешка на бяло поле b7 · черна пешка на бяло поле f7 · черен цар на бяло поле e6 · черна пешка на черно поле h6 · бяла пешка на бяло поле b5 · бяла пешка на черно поле c5 · черна пешка на черно поле e5 · бял кон на бяло поле e4 · бяла пешка на черно поле f4 · бяла пешка на черно поле a3 · черен офицер на бяло поле b3 · бял цар на черно поле e3 · бял офицер на бяло поле g2 · бяла пешка на черно поле h2 | черен кон на черно поле d8 · черна пешка на черно поле a7 · черна пешка на бяло поле b7 · черна пешка на бяло поле f7 · черен цар на бяло поле e6 · черна пешка на черно поле h6 · бяла пешка на бяло поле b5 · бяла пешка на черно поле c5 · черна пешка на черно поле e5 · бял кон на бяло поле e4 · бяла пешка на черно поле f4 · бяла пешка на черно поле a3 · черен офицер на бяло поле b3 · бял цар на черно поле e3 · бял офицер на бяло поле g2 · бяла пешка на черно поле h2 | черен кон на черно поле d8 · черна пешка на черно поле a7 · черна пешка на бяло поле b7 · черна пешка на бяло поле f7 · черен цар на бяло поле e6 · черна пешка на черно поле h6 · бяла пешка на бяло поле b5 · бяла пешка на черно поле c5 · черна пешка на черно поле e5 · бял кон на бяло поле e4 · бяла пешка на черно поле f4 · бяла пешка на черно поле a3 · черен офицер на бяло поле b3 · бял цар на черно поле e3 · бял офицер на бяло поле g2 · бяла пешка на черно поле h2 | черен кон на черно поле d8 · черна пешка на черно поле a7 · черна пешка на бяло поле b7 · черна пешка на бяло поле f7 · черен цар на бяло поле e6 · черна пешка на черно поле h6 · бяла пешка на бяло поле b5 · бяла пешка на черно поле c5 · черна пешка на черно поле e5 · бял кон на бяло поле e4 · бяла пешка на черно поле f4 · бяла пешка на черно поле a3 · черен офицер на бяло поле b3 · бял цар на черно поле e3 · бял офицер на бяло поле g2 · бяла пешка на черно поле h2 | черен кон на черно поле d8 · черна пешка на черно поле a7 · черна пешка на бяло поле b7 · черна пешка на бяло поле f7 · черен цар на бяло поле e6 · черна пешка на черно поле h6 · бяла пешка на бяло поле b5 · бяла пешка на черно поле c5 · черна пешка на черно поле e5 · бял кон на бяло поле e4 · бяла пешка на черно поле f4 · бяла пешка на черно поле a3 · черен офицер на бяло поле b3 · бял цар на черно поле e3 · бял офицер на бяло поле g2 · бяла пешка на черно поле h2 | 2 |
| 1 | черен кон на черно поле d8 · черна пешка на черно поле a7 · черна пешка на бяло поле b7 · черна пешка на бяло поле f7 · черен цар на бяло поле e6 · черна пешка на черно поле h6 · бяла пешка на бяло поле b5 · бяла пешка на черно поле c5 · черна пешка на черно поле e5 · бял кон на бяло поле e4 · бяла пешка на черно поле f4 · бяла пешка на черно поле a3 · черен офицер на бяло поле b3 · бял цар на черно поле e3 · бял офицер на бяло поле g2 · бяла пешка на черно поле h2 | черен кон на черно поле d8 · черна пешка на черно поле a7 · черна пешка на бяло поле b7 · черна пешка на бяло поле f7 · черен цар на бяло поле e6 · черна пешка на черно поле h6 · бяла пешка на бяло поле b5 · бяла пешка на черно поле c5 · черна пешка на черно поле e5 · бял кон на бяло поле e4 · бяла пешка на черно поле f4 · бяла пешка на черно поле a3 · черен офицер на бяло поле b3 · бял цар на черно поле e3 · бял офицер на бяло поле g2 · бяла пешка на черно поле h2 | черен кон на черно поле d8 · черна пешка на черно поле a7 · черна пешка на бяло поле b7 · черна пешка на бяло поле f7 · черен цар на бяло поле e6 · черна пешка на черно поле h6 · бяла пешка на бяло поле b5 · бяла пешка на черно поле c5 · черна пешка на черно поле e5 · бял кон на бяло поле e4 · бяла пешка на черно поле f4 · бяла пешка на черно поле a3 · черен офицер на бяло поле b3 · бял цар на черно поле e3 · бял офицер на бяло поле g2 · бяла пешка на черно поле h2 | черен кон на черно поле d8 · черна пешка на черно поле a7 · черна пешка на бяло поле b7 · черна пешка на бяло поле f7 · черен цар на бяло поле e6 · черна пешка на черно поле h6 · бяла пешка на бяло поле b5 · бяла пешка на черно поле c5 · черна пешка на черно поле e5 · бял кон на бяло поле e4 · бяла пешка на черно поле f4 · бяла пешка на черно поле a3 · черен офицер на бяло поле b3 · бял цар на черно поле e3 · бял офицер на бяло поле g2 · бяла пешка на черно поле h2 | черен кон на черно поле d8 · черна пешка на черно поле a7 · черна пешка на бяло поле b7 · черна пешка на бяло поле f7 · черен цар на бяло поле e6 · черна пешка на черно поле h6 · бяла пешка на бяло поле b5 · бяла пешка на черно поле c5 · черна пешка на черно поле e5 · бял кон на бяло поле e4 · бяла пешка на черно поле f4 · бяла пешка на черно поле a3 · черен офицер на бяло поле b3 · бял цар на черно поле e3 · бял офицер на бяло поле g2 · бяла пешка на черно поле h2 | черен кон на черно поле d8 · черна пешка на черно поле a7 · черна пешка на бяло поле b7 · черна пешка на бяло поле f7 · черен цар на бяло поле e6 · черна пешка на черно поле h6 · бяла пешка на бяло поле b5 · бяла пешка на черно поле c5 · черна пешка на черно поле e5 · бял кон на бяло поле e4 · бяла пешка на черно поле f4 · бяла пешка на черно поле a3 · черен офицер на бяло поле b3 · бял цар на черно поле e3 · бял офицер на бяло поле g2 · бяла пешка на черно поле h2 | черен кон на черно поле d8 · черна пешка на черно поле a7 · черна пешка на бяло поле b7 · черна пешка на бяло поле f7 · черен цар на бяло поле e6 · черна пешка на черно поле h6 · бяла пешка на бяло поле b5 · бяла пешка на черно поле c5 · черна пешка на черно поле e5 · бял кон на бяло поле e4 · бяла пешка на черно поле f4 · бяла пешка на черно поле a3 · черен офицер на бяло поле b3 · бял цар на черно поле e3 · бял офицер на бяло поле g2 · бяла пешка на черно поле h2 | черен кон на черно поле d8 · черна пешка на черно поле a7 · черна пешка на бяло поле b7 · черна пешка на бяло поле f7 · черен цар на бяло поле e6 · черна пешка на черно поле h6 · бяла пешка на бяло поле b5 · бяла пешка на черно поле c5 · черна пешка на черно поле e5 · бял кон на бяло поле e4 · бяла пешка на черно поле f4 · бяла пешка на черно поле a3 · черен офицер на бяло поле b3 · бял цар на черно поле e3 · бял офицер на бяло поле g2 · бяла пешка на черно поле h2 | 1 |
|   | a | b | c | d | e | f | g | h |   |

| Прохоровски – Равински · Москва, 1958\| \| a \| b \| c \| d \| e \| f \| g \| h \| \| \| 8 \| черен цар на бяло поле g8 · черна дама на черно поле c7 · черна пешка на бяло поле f7 · черна пешка на черно поле g7 · черна пешка на бяло поле a6 · бял офицер на бяло поле c6 · черна пешка на бяло поле e6 · черна пешка на черно поле h6 · черен кон на бяло поле d5 · бяла пешка на черно поле e5 · черна пешка на черно поле b4 · бяла пешка на черно поле f4 · бяла пешка на черно поле g3 · бяла пешка на бяло поле a2 · бяла пешка на черно поле b2 · бяла дама на бяло поле c2 · бяла пешка на черно поле h2 · бял цар на черно поле g1 \| черен цар на бяло поле g8 · черна дама на черно поле c7 · черна пешка на бяло поле f7 · черна пешка на черно поле g7 · черна пешка на бяло поле a6 · бял офицер на бяло поле c6 · черна пешка на бяло поле e6 · черна пешка на черно поле h6 · черен кон на бяло поле d5 · бяла пешка на черно поле e5 · черна пешка на черно поле b4 · бяла пешка на черно поле f4 · бяла пешка на черно поле g3 · бяла пешка на бяло поле a2 · бяла пешка на черно поле b2 · бяла дама на бяло поле c2 · бяла пешка на черно поле h2 · бял цар на черно поле g1 \| черен цар на бяло поле g8 · черна дама на черно поле c7 · черна пешка на бяло поле f7 · черна пешка на черно поле g7 · черна пешка на бяло поле a6 · бял офицер на бяло поле c6 · черна пешка на бяло поле e6 · черна пешка на черно поле h6 · черен кон на бяло поле d5 · бяла пешка на черно поле e5 · черна пешка на черно поле b4 · бяла пешка на черно поле f4 · бяла пешка на черно поле g3 · бяла пешка на бяло поле a2 · бяла пешка на черно поле b2 · бяла дама на бяло поле c2 · бяла пешка на черно поле h2 · бял цар на черно поле g1 \| черен цар на бяло поле g8 · черна дама на черно поле c7 · черна пешка на бяло поле f7 · черна пешка на черно поле g7 · черна пешка на бяло поле a6 · бял офицер на бяло поле c6 · черна пешка на бяло поле e6 · черна пешка на черно поле h6 · черен кон на бяло поле d5 · бяла пешка на черно поле e5 · черна пешка на черно поле b4 · бяла пешка на черно поле f4 · бяла пешка на черно поле g3 · бяла пешка на бяло поле a2 · бяла пешка на черно поле b2 · бяла дама на бяло поле c2 · бяла пешка на черно поле h2 · бял цар на черно поле g1 \| черен цар на бяло поле g8 · черна дама на черно поле c7 · черна пешка на бяло поле f7 · черна пешка на черно поле g7 · черна пешка на бяло поле a6 · бял офицер на бяло поле c6 · черна пешка на бяло поле e6 · черна пешка на черно поле h6 · черен кон на бяло поле d5 · бяла пешка на черно поле e5 · черна пешка на черно поле b4 · бяла пешка на черно поле f4 · бяла пешка на черно поле g3 · бяла пешка на бяло поле a2 · бяла пешка на черно поле b2 · бяла дама на бяло поле c2 · бяла пешка на черно поле h2 · бял цар на черно поле g1 \| черен цар на бяло поле g8 · черна дама на черно поле c7 · черна пешка на бяло поле f7 · черна пешка на черно поле g7 · черна пешка на бяло поле a6 · бял офицер на бяло поле c6 · черна пешка на бяло поле e6 · черна пешка на черно поле h6 · черен кон на бяло поле d5 · бяла пешка на черно поле e5 · черна пешка на черно поле b4 · бяла пешка на черно поле f4 · бяла пешка на черно поле g3 · бяла пешка на бяло поле a2 · бяла пешка на черно поле b2 · бяла дама на бяло поле c2 · бяла пешка на черно поле h2 · бял цар на черно поле g1 \| черен цар на бяло поле g8 · черна дама на черно поле c7 · черна пешка на бяло поле f7 · черна пешка на черно поле g7 · черна пешка на бяло поле a6 · бял офицер на бяло поле c6 · черна пешка на бяло поле e6 · черна пешка на черно поле h6 · черен кон на бяло поле d5 · бяла пешка на черно поле e5 · черна пешка на черно поле b4 · бяла пешка на черно поле f4 · бяла пешка на черно поле g3 · бяла пешка на бяло поле a2 · бяла пешка на черно поле b2 · бяла дама на бяло поле c2 · бяла пешка на черно поле h2 · бял цар на черно поле g1 \| черен цар на бяло поле g8 · черна дама на черно поле c7 · черна пешка на бяло поле f7 · черна пешка на черно поле g7 · черна пешка на бяло поле a6 · бял офицер на бяло поле c6 · черна пешка на бяло поле e6 · черна пешка на черно поле h6 · черен кон на бяло поле d5 · бяла пешка на черно поле e5 · черна пешка на черно поле b4 · бяла пешка на черно поле f4 · бяла пешка на черно поле g3 · бяла пешка на бяло поле a2 · бяла пешка на черно поле b2 · бяла дама на бяло поле c2 · бяла пешка на черно поле h2 · бял цар на черно поле g1 \| 8 \| \| 7 \| черен цар на бяло поле g8 · черна дама на черно поле c7 · черна пешка на бяло поле f7 · черна пешка на черно поле g7 · черна пешка на бяло поле a6 · бял офицер на бяло поле c6 · черна пешка на бяло поле e6 · черна пешка на черно поле h6 · черен кон на бяло поле d5 · бяла пешка на черно поле e5 · черна пешка на черно поле b4 · бяла пешка на черно поле f4 · бяла пешка на черно поле g3 · бяла пешка на бяло поле a2 · бяла пешка на черно поле b2 · бяла дама на бяло поле c2 · бяла пешка на черно поле h2 · бял цар на черно поле g1 \| черен цар на бяло поле g8 · черна дама на черно поле c7 · черна пешка на бяло поле f7 · черна пешка на черно поле g7 · черна пешка на бяло поле a6 · бял офицер на бяло поле c6 · черна пешка на бяло поле e6 · черна пешка на черно поле h6 · черен кон на бяло поле d5 · бяла пешка на черно поле e5 · черна пешка на черно поле b4 · бяла пешка на черно поле f4 · бяла пешка на черно поле g3 · бяла пешка на бяло поле a2 · бяла пешка на черно поле b2 · бяла дама на бяло поле c2 · бяла пешка на черно поле h2 · бял цар на черно поле g1 \| черен цар на бяло поле g8 · черна дама на черно поле c7 · черна пешка на бяло поле f7 · черна пешка на черно поле g7 · черна пешка на бяло поле a6 · бял офицер на бяло поле c6 · черна пешка на бяло поле e6 · черна пешка на черно поле h6 · черен кон на бяло поле d5 · бяла пешка на черно поле e5 · черна пешка на черно поле b4 · бяла пешка на черно поле f4 · бяла пешка на черно поле g3 · бяла пешка на бяло поле a2 · бяла пешка на черно поле b2 · бяла дама на бяло поле c2 · бяла пешка на черно поле h2 · бял цар на черно поле g1 \| черен цар на бяло поле g8 · черна дама на черно поле c7 · черна пешка на бяло поле f7 · черна пешка на черно поле g7 · черна пешка на бяло поле a6 · бял офицер на бяло поле c6 · черна пешка на бяло поле e6 · черна пешка на черно поле h6 · черен кон на бяло поле d5 · бяла пешка на черно поле e5 · черна пешка на черно поле b4 · бяла пешка на черно поле f4 · бяла пешка на черно поле g3 · бяла пешка на бяло поле a2 · бяла пешка на черно поле b2 · бяла дама на бяло поле c2 · бяла пешка на черно поле h2 · бял цар на черно поле g1 \| черен цар на бяло поле g8 · черна дама на черно поле c7 · черна пешка на бяло поле f7 · черна пешка на черно поле g7 · черна пешка на бяло поле a6 · бял офицер на бяло поле c6 · черна пешка на бяло поле e6 · черна пешка на черно поле h6 · черен кон на бяло поле d5 · бяла пешка на черно поле e5 · черна пешка на черно поле b4 · бяла пешка на черно поле f4 · бяла пешка на черно поле g3 · бяла пешка на бяло поле a2 · бяла пешка на черно поле b2 · бяла дама на бяло поле c2 · бяла пешка на черно поле h2 · бял цар на черно поле g1 \| черен цар на бяло поле g8 · черна дама на черно поле c7 · черна пешка на бяло поле f7 · черна пешка на черно поле g7 · черна пешка на бяло поле a6 · бял офицер на бяло поле c6 · черна пешка на бяло поле e6 · черна пешка на черно поле h6 · черен кон на бяло поле d5 · бяла пешка на черно поле e5 · черна пешка на черно поле b4 · бяла пешка на черно поле f4 · бяла пешка на черно поле g3 · бяла пешка на бяло поле a2 · бяла пешка на черно поле b2 · бяла дама на бяло поле c2 · бяла пешка на черно поле h2 · бял цар на черно поле g1 \| черен цар на бяло поле g8 · черна дама на черно поле c7 · черна пешка на бяло поле f7 · черна пешка на черно поле g7 · черна пешка на бяло поле a6 · бял офицер на бяло поле c6 · черна пешка на бяло поле e6 · черна пешка на черно поле h6 · черен кон на бяло поле d5 · бяла пешка на черно поле e5 · черна пешка на черно поле b4 · бяла пешка на черно поле f4 · бяла пешка на черно поле g3 · бяла пешка на бяло поле a2 · бяла пешка на черно поле b2 · бяла дама на бяло поле c2 · бяла пешка на черно поле h2 · бял цар на черно поле g1 \| черен цар на бяло поле g8 · черна дама на черно поле c7 · черна пешка на бяло поле f7 · черна пешка на черно поле g7 · черна пешка на бяло поле a6 · бял офицер на бяло поле c6 · черна пешка на бяло поле e6 · черна пешка на черно поле h6 · черен кон на бяло поле d5 · бяла пешка на черно поле e5 · черна пешка на черно поле b4 · бяла пешка на черно поле f4 · бяла пешка на черно поле g3 · бяла пешка на бяло поле a2 · бяла пешка на черно поле b2 · бяла дама на бяло поле c2 · бяла пешка на черно поле h2 · бял цар на черно поле g1 \| 7 \| \| 6 \| черен цар на бяло поле g8 · черна дама на черно поле c7 · черна пешка на бяло поле f7 · черна пешка на черно поле g7 · черна пешка на бяло поле a6 · бял офицер на бяло поле c6 · черна пешка на бяло поле e6 · черна пешка на черно поле h6 · черен кон на бяло поле d5 · бяла пешка на черно поле e5 · черна пешка на черно поле b4 · бяла пешка на черно поле f4 · бяла пешка на черно поле g3 · бяла пешка на бяло поле a2 · бяла пешка на черно поле b2 · бяла дама на бяло поле c2 · бяла пешка на черно поле h2 · бял цар на черно поле g1 \| черен цар на бяло поле g8 · черна дама на черно поле c7 · черна пешка на бяло поле f7 · черна пешка на черно поле g7 · черна пешка на бяло поле a6 · бял офицер на бяло поле c6 · черна пешка на бяло поле e6 · черна пешка на черно поле h6 · черен кон на бяло поле d5 · бяла пешка на черно поле e5 · черна пешка на черно поле b4 · бяла пешка на черно поле f4 · бяла пешка на черно поле g3 · бяла пешка на бяло поле a2 · бяла пешка на черно поле b2 · бяла дама на бяло поле c2 · бяла пешка на черно поле h2 · бял цар на черно поле g1 \| черен цар на бяло поле g8 · черна дама на черно поле c7 · черна пешка на бяло поле f7 · черна пешка на черно поле g7 · черна пешка на бяло поле a6 · бял офицер на бяло поле c6 · черна пешка на бяло поле e6 · черна пешка на черно поле h6 · черен кон на бяло поле d5 · бяла пешка на черно поле e5 · черна пешка на черно поле b4 · бяла пешка на черно поле f4 · бяла пешка на черно поле g3 · бяла пешка на бяло поле a2 · бяла пешка на черно поле b2 · бяла дама на бяло поле c2 · бяла пешка на черно поле h2 · бял цар на черно поле g1 \| черен цар на бяло поле g8 · черна дама на черно поле c7 · черна пешка на бяло поле f7 · черна пешка на черно поле g7 · черна пешка на бяло поле a6 · бял офицер на бяло поле c6 · черна пешка на бяло поле e6 · черна пешка на черно поле h6 · черен кон на бяло поле d5 · бяла пешка на черно поле e5 · черна пешка на черно поле b4 · бяла пешка на черно поле f4 · бяла пешка на черно поле g3 · бяла пешка на бяло поле a2 · бяла пешка на черно поле b2 · бяла дама на бяло поле c2 · бяла пешка на черно поле h2 · бял цар на черно поле g1 \| черен цар на бяло поле g8 · черна дама на черно поле c7 · черна пешка на бяло поле f7 · черна пешка на черно поле g7 · черна пешка на бяло поле a6 · бял офицер на бяло поле c6 · черна пешка на бяло поле e6 · черна пешка на черно поле h6 · черен кон на бяло поле d5 · бяла пешка на черно поле e5 · черна пешка на черно поле b4 · бяла пешка на черно поле f4 · бяла пешка на черно поле g3 · бяла пешка на бяло поле a2 · бяла пешка на черно поле b2 · бяла дама на бяло поле c2 · бяла пешка на черно поле h2 · бял цар на черно поле g1 \| черен цар на бяло поле g8 · черна дама на черно поле c7 · черна пешка на бяло поле f7 · черна пешка на черно поле g7 · черна пешка на бяло поле a6 · бял офицер на бяло поле c6 · черна пешка на бяло поле e6 · черна пешка на черно поле h6 · черен кон на бяло поле d5 · бяла пешка на черно поле e5 · черна пешка на черно поле b4 · бяла пешка на черно поле f4 · бяла пешка на черно поле g3 · бяла пешка на бяло поле a2 · бяла пешка на черно поле b2 · бяла дама на бяло поле c2 · бяла пешка на черно поле h2 · бял цар на черно поле g1 \| черен цар на бяло поле g8 · черна дама на черно поле c7 · черна пешка на бяло поле f7 · черна пешка на черно поле g7 · черна пешка на бяло поле a6 · бял офицер на бяло поле c6 · черна пешка на бяло поле e6 · черна пешка на черно поле h6 · черен кон на бяло поле d5 · бяла пешка на черно поле e5 · черна пешка на черно поле b4 · бяла пешка на черно поле f4 · бяла пешка на черно поле g3 · бяла пешка на бяло поле a2 · бяла пешка на черно поле b2 · бяла дама на бяло поле c2 · бяла пешка на черно поле h2 · бял цар на черно поле g1 \| черен цар на бяло поле g8 · черна дама на черно поле c7 · черна пешка на бяло поле f7 · черна пешка на черно поле g7 · черна пешка на бяло поле a6 · бял офицер на бяло поле c6 · черна пешка на бяло поле e6 · черна пешка на черно поле h6 · черен кон на бяло поле d5 · бяла пешка на черно поле e5 · черна пешка на черно поле b4 · бяла пешка на черно поле f4 · бяла пешка на черно поле g3 · бяла пешка на бяло поле a2 · бяла пешка на черно поле b2 · бяла дама на бяло поле c2 · бяла пешка на черно поле h2 · бял цар на черно поле g1 \| 6 \| \| 5 \| черен цар на бяло поле g8 · черна дама на черно поле c7 · черна пешка на бяло поле f7 · черна пешка на черно поле g7 · черна пешка на бяло поле a6 · бял офицер на бяло поле c6 · черна пешка на бяло поле e6 · черна пешка на черно поле h6 · черен кон на бяло поле d5 · бяла пешка на черно поле e5 · черна пешка на черно поле b4 · бяла пешка на черно поле f4 · бяла пешка на черно поле g3 · бяла пешка на бяло поле a2 · бяла пешка на черно поле b2 · бяла дама на бяло поле c2 · бяла пешка на черно поле h2 · бял цар на черно поле g1 \| черен цар на бяло поле g8 · черна дама на черно поле c7 · черна пешка на бяло поле f7 · черна пешка на черно поле g7 · черна пешка на бяло поле a6 · бял офицер на бяло поле c6 · черна пешка на бяло поле e6 · черна пешка на черно поле h6 · черен кон на бяло поле d5 · бяла пешка на черно поле e5 · черна пешка на черно поле b4 · бяла пешка на черно поле f4 · бяла пешка на черно поле g3 · бяла пешка на бяло поле a2 · бяла пешка на черно поле b2 · бяла дама на бяло поле c2 · бяла пешка на черно поле h2 · бял цар на черно поле g1 \| черен цар на бяло поле g8 · черна дама на черно поле c7 · черна пешка на бяло поле f7 · черна пешка на черно поле g7 · черна пешка на бяло поле a6 · бял офицер на бяло поле c6 · черна пешка на бяло поле e6 · черна пешка на черно поле h6 · черен кон на бяло поле d5 · бяла пешка на черно поле e5 · черна пешка на черно поле b4 · бяла пешка на черно поле f4 · бяла пешка на черно поле g3 · бяла пешка на бяло поле a2 · бяла пешка на черно поле b2 · бяла дама на бяло поле c2 · бяла пешка на черно поле h2 · бял цар на черно поле g1 \| черен цар на бяло поле g8 · черна дама на черно поле c7 · черна пешка на бяло поле f7 · черна пешка на черно поле g7 · черна пешка на бяло поле a6 · бял офицер на бяло поле c6 · черна пешка на бяло поле e6 · черна пешка на черно поле h6 · черен кон на бяло поле d5 · бяла пешка на черно поле e5 · черна пешка на черно поле b4 · бяла пешка на черно поле f4 · бяла пешка на черно поле g3 · бяла пешка на бяло поле a2 · бяла пешка на черно поле b2 · бяла дама на бяло поле c2 · бяла пешка на черно поле h2 · бял цар на черно поле g1 \| черен цар на бяло поле g8 · черна дама на черно поле c7 · черна пешка на бяло поле f7 · черна пешка на черно поле g7 · черна пешка на бяло поле a6 · бял офицер на бяло поле c6 · черна пешка на бяло поле e6 · черна пешка на черно поле h6 · черен кон на бяло поле d5 · бяла пешка на черно поле e5 · черна пешка на черно поле b4 · бяла пешка на черно поле f4 · бяла пешка на черно поле g3 · бяла пешка на бяло поле a2 · бяла пешка на черно поле b2 · бяла дама на бяло поле c2 · бяла пешка на черно поле h2 · бял цар на черно поле g1 \| черен цар на бяло поле g8 · черна дама на черно поле c7 · черна пешка на бяло поле f7 · черна пешка на черно поле g7 · черна пешка на бяло поле a6 · бял офицер на бяло поле c6 · черна пешка на бяло поле e6 · черна пешка на черно поле h6 · черен кон на бяло поле d5 · бяла пешка на черно поле e5 · черна пешка на черно поле b4 · бяла пешка на черно поле f4 · бяла пешка на черно поле g3 · бяла пешка на бяло поле a2 · бяла пешка на черно поле b2 · бяла дама на бяло поле c2 · бяла пешка на черно поле h2 · бял цар на черно поле g1 \| черен цар на бяло поле g8 · черна дама на черно поле c7 · черна пешка на бяло поле f7 · черна пешка на черно поле g7 · черна пешка на бяло поле a6 · бял офицер на бяло поле c6 · черна пешка на бяло поле e6 · черна пешка на черно поле h6 · черен кон на бяло поле d5 · бяла пешка на черно поле e5 · черна пешка на черно поле b4 · бяла пешка на черно поле f4 · бяла пешка на черно поле g3 · бяла пешка на бяло поле a2 · бяла пешка на черно поле b2 · бяла дама на бяло поле c2 · бяла пешка на черно поле h2 · бял цар на черно поле g1 \| черен цар на бяло поле g8 · черна дама на черно поле c7 · черна пешка на бяло поле f7 · черна пешка на черно поле g7 · черна пешка на бяло поле a6 · бял офицер на бяло поле c6 · черна пешка на бяло поле e6 · черна пешка на черно поле h6 · черен кон на бяло поле d5 · бяла пешка на черно поле e5 · черна пешка на черно поле b4 · бяла пешка на черно поле f4 · бяла пешка на черно поле g3 · бяла пешка на бяло поле a2 · бяла пешка на черно поле b2 · бяла дама на бяло поле c2 · бяла пешка на черно поле h2 · бял цар на черно поле g1 \| 5 \| \| 4 \| черен цар на бяло поле g8 · черна дама на черно поле c7 · черна пешка на бяло поле f7 · черна пешка на черно поле g7 · черна пешка на бяло поле a6 · бял офицер на бяло поле c6 · черна пешка на бяло поле e6 · черна пешка на черно поле h6 · черен кон на бяло поле d5 · бяла пешка на черно поле e5 · черна пешка на черно поле b4 · бяла пешка на черно поле f4 · бяла пешка на черно поле g3 · бяла пешка на бяло поле a2 · бяла пешка на черно поле b2 · бяла дама на бяло поле c2 · бяла пешка на черно поле h2 · бял цар на черно поле g1 \| черен цар на бяло поле g8 · черна дама на черно поле c7 · черна пешка на бяло поле f7 · черна пешка на черно поле g7 · черна пешка на бяло поле a6 · бял офицер на бяло поле c6 · черна пешка на бяло поле e6 · черна пешка на черно поле h6 · черен кон на бяло поле d5 · бяла пешка на черно поле e5 · черна пешка на черно поле b4 · бяла пешка на черно поле f4 · бяла пешка на черно поле g3 · бяла пешка на бяло поле a2 · бяла пешка на черно поле b2 · бяла дама на бяло поле c2 · бяла пешка на черно поле h2 · бял цар на черно поле g1 \| черен цар на бяло поле g8 · черна дама на черно поле c7 · черна пешка на бяло поле f7 · черна пешка на черно поле g7 · черна пешка на бяло поле a6 · бял офицер на бяло поле c6 · черна пешка на бяло поле e6 · черна пешка на черно поле h6 · черен кон на бяло поле d5 · бяла пешка на черно поле e5 · черна пешка на черно поле b4 · бяла пешка на черно поле f4 · бяла пешка на черно поле g3 · бяла пешка на бяло поле a2 · бяла пешка на черно поле b2 · бяла дама на бяло поле c2 · бяла пешка на черно поле h2 · бял цар на черно поле g1 \| черен цар на бяло поле g8 · черна дама на черно поле c7 · черна пешка на бяло поле f7 · черна пешка на черно поле g7 · черна пешка на бяло поле a6 · бял офицер на бяло поле c6 · черна пешка на бяло поле e6 · черна пешка на черно поле h6 · черен кон на бяло поле d5 · бяла пешка на черно поле e5 · черна пешка на черно поле b4 · бяла пешка на черно поле f4 · бяла пешка на черно поле g3 · бяла пешка на бяло поле a2 · бяла пешка на черно поле b2 · бяла дама на бяло поле c2 · бяла пешка на черно поле h2 · бял цар на черно поле g1 \| черен цар на бяло поле g8 · черна дама на черно поле c7 · черна пешка на бяло поле f7 · черна пешка на черно поле g7 · черна пешка на бяло поле a6 · бял офицер на бяло поле c6 · черна пешка на бяло поле e6 · черна пешка на черно поле h6 · черен кон на бяло поле d5 · бяла пешка на черно поле e5 · черна пешка на черно поле b4 · бяла пешка на черно поле f4 · бяла пешка на черно поле g3 · бяла пешка на бяло поле a2 · бяла пешка на черно поле b2 · бяла дама на бяло поле c2 · бяла пешка на черно поле h2 · бял цар на черно поле g1 \| черен цар на бяло поле g8 · черна дама на черно поле c7 · черна пешка на бяло поле f7 · черна пешка на черно поле g7 · черна пешка на бяло поле a6 · бял офицер на бяло поле c6 · черна пешка на бяло поле e6 · черна пешка на черно поле h6 · черен кон на бяло поле d5 · бяла пешка на черно поле e5 · черна пешка на черно поле b4 · бяла пешка на черно поле f4 · бяла пешка на черно поле g3 · бяла пешка на бяло поле a2 · бяла пешка на черно поле b2 · бяла дама на бяло поле c2 · бяла пешка на черно поле h2 · бял цар на черно поле g1 \| черен цар на бяло поле g8 · черна дама на черно поле c7 · черна пешка на бяло поле f7 · черна пешка на черно поле g7 · черна пешка на бяло поле a6 · бял офицер на бяло поле c6 · черна пешка на бяло поле e6 · черна пешка на черно поле h6 · черен кон на бяло поле d5 · бяла пешка на черно поле e5 · черна пешка на черно поле b4 · бяла пешка на черно поле f4 · бяла пешка на черно поле g3 · бяла пешка на бяло поле a2 · бяла пешка на черно поле b2 · бяла дама на бяло поле c2 · бяла пешка на черно поле h2 · бял цар на черно поле g1 \| черен цар на бяло поле g8 · черна дама на черно поле c7 · черна пешка на бяло поле f7 · черна пешка на черно поле g7 · черна пешка на бяло поле a6 · бял офицер на бяло поле c6 · черна пешка на бяло поле e6 · черна пешка на черно поле h6 · черен кон на бяло поле d5 · бяла пешка на черно поле e5 · черна пешка на черно поле b4 · бяла пешка на черно поле f4 · бяла пешка на черно поле g3 · бяла пешка на бяло поле a2 · бяла пешка на черно поле b2 · бяла дама на бяло поле c2 · бяла пешка на черно поле h2 · бял цар на черно поле g1 \| 4 \| \| 3 \| черен цар на бяло поле g8 · черна дама на черно поле c7 · черна пешка на бяло поле f7 · черна пешка на черно поле g7 · черна пешка на бяло поле a6 · бял офицер на бяло поле c6 · черна пешка на бяло поле e6 · черна пешка на черно поле h6 · черен кон на бяло поле d5 · бяла пешка на черно поле e5 · черна пешка на черно поле b4 · бяла пешка на черно поле f4 · бяла пешка на черно поле g3 · бяла пешка на бяло поле a2 · бяла пешка на черно поле b2 · бяла дама на бяло поле c2 · бяла пешка на черно поле h2 · бял цар на черно поле g1 \| черен цар на бяло поле g8 · черна дама на черно поле c7 · черна пешка на бяло поле f7 · черна пешка на черно поле g7 · черна пешка на бяло поле a6 · бял офицер на бяло поле c6 · черна пешка на бяло поле e6 · черна пешка на черно поле h6 · черен кон на бяло поле d5 · бяла пешка на черно поле e5 · черна пешка на черно поле b4 · бяла пешка на черно поле f4 · бяла пешка на черно поле g3 · бяла пешка на бяло поле a2 · бяла пешка на черно поле b2 · бяла дама на бяло поле c2 · бяла пешка на черно поле h2 · бял цар на черно поле g1 \| черен цар на бяло поле g8 · черна дама на черно поле c7 · черна пешка на бяло поле f7 · черна пешка на черно поле g7 · черна пешка на бяло поле a6 · бял офицер на бяло поле c6 · черна пешка на бяло поле e6 · черна пешка на черно поле h6 · черен кон на бяло поле d5 · бяла пешка на черно поле e5 · черна пешка на черно поле b4 · бяла пешка на черно поле f4 · бяла пешка на черно поле g3 · бяла пешка на бяло поле a2 · бяла пешка на черно поле b2 · бяла дама на бяло поле c2 · бяла пешка на черно поле h2 · бял цар на черно поле g1 \| черен цар на бяло поле g8 · черна дама на черно поле c7 · черна пешка на бяло поле f7 · черна пешка на черно поле g7 · черна пешка на бяло поле a6 · бял офицер на бяло поле c6 · черна пешка на бяло поле e6 · черна пешка на черно поле h6 · черен кон на бяло поле d5 · бяла пешка на черно поле e5 · черна пешка на черно поле b4 · бяла пешка на черно поле f4 · бяла пешка на черно поле g3 · бяла пешка на бяло поле a2 · бяла пешка на черно поле b2 · бяла дама на бяло поле c2 · бяла пешка на черно поле h2 · бял цар на черно поле g1 \| черен цар на бяло поле g8 · черна дама на черно поле c7 · черна пешка на бяло поле f7 · черна пешка на черно поле g7 · черна пешка на бяло поле a6 · бял офицер на бяло поле c6 · черна пешка на бяло поле e6 · черна пешка на черно поле h6 · черен кон на бяло поле d5 · бяла пешка на черно поле e5 · черна пешка на черно поле b4 · бяла пешка на черно поле f4 · бяла пешка на черно поле g3 · бяла пешка на бяло поле a2 · бяла пешка на черно поле b2 · бяла дама на бяло поле c2 · бяла пешка на черно поле h2 · бял цар на черно поле g1 \| черен цар на бяло поле g8 · черна дама на черно поле c7 · черна пешка на бяло поле f7 · черна пешка на черно поле g7 · черна пешка на бяло поле a6 · бял офицер на бяло поле c6 · черна пешка на бяло поле e6 · черна пешка на черно поле h6 · черен кон на бяло поле d5 · бяла пешка на черно поле e5 · черна пешка на черно поле b4 · бяла пешка на черно поле f4 · бяла пешка на черно поле g3 · бяла пешка на бяло поле a2 · бяла пешка на черно поле b2 · бяла дама на бяло поле c2 · бяла пешка на черно поле h2 · бял цар на черно поле g1 \| черен цар на бяло поле g8 · черна дама на черно поле c7 · черна пешка на бяло поле f7 · черна пешка на черно поле g7 · черна пешка на бяло поле a6 · бял офицер на бяло поле c6 · черна пешка на бяло поле e6 · черна пешка на черно поле h6 · черен кон на бяло поле d5 · бяла пешка на черно поле e5 · черна пешка на черно поле b4 · бяла пешка на черно поле f4 · бяла пешка на черно поле g3 · бяла пешка на бяло поле a2 · бяла пешка на черно поле b2 · бяла дама на бяло поле c2 · бяла пешка на черно поле h2 · бял цар на черно поле g1 \| черен цар на бяло поле g8 · черна дама на черно поле c7 · черна пешка на бяло поле f7 · черна пешка на черно поле g7 · черна пешка на бяло поле a6 · бял офицер на бяло поле c6 · черна пешка на бяло поле e6 · черна пешка на черно поле h6 · черен кон на бяло поле d5 · бяла пешка на черно поле e5 · черна пешка на черно поле b4 · бяла пешка на черно поле f4 · бяла пешка на черно поле g3 · бяла пешка на бяло поле a2 · бяла пешка на черно поле b2 · бяла дама на бяло поле c2 · бяла пешка на черно поле h2 · бял цар на черно поле g1 \| 3 \| \| 2 \| черен цар на бяло поле g8 · черна дама на черно поле c7 · черна пешка на бяло поле f7 · черна пешка на черно поле g7 · черна пешка на бяло поле a6 · бял офицер на бяло поле c6 · черна пешка на бяло поле e6 · черна пешка на черно поле h6 · черен кон на бяло поле d5 · бяла пешка на черно поле e5 · черна пешка на черно поле b4 · бяла пешка на черно поле f4 · бяла пешка на черно поле g3 · бяла пешка на бяло поле a2 · бяла пешка на черно поле b2 · бяла дама на бяло поле c2 · бяла пешка на черно поле h2 · бял цар на черно поле g1 \| черен цар на бяло поле g8 · черна дама на черно поле c7 · черна пешка на бяло поле f7 · черна пешка на черно поле g7 · черна пешка на бяло поле a6 · бял офицер на бяло поле c6 · черна пешка на бяло поле e6 · черна пешка на черно поле h6 · черен кон на бяло поле d5 · бяла пешка на черно поле e5 · черна пешка на черно поле b4 · бяла пешка на черно поле f4 · бяла пешка на черно поле g3 · бяла пешка на бяло поле a2 · бяла пешка на черно поле b2 · бяла дама на бяло поле c2 · бяла пешка на черно поле h2 · бял цар на черно поле g1 \| черен цар на бяло поле g8 · черна дама на черно поле c7 · черна пешка на бяло поле f7 · черна пешка на черно поле g7 · черна пешка на бяло поле a6 · бял офицер на бяло поле c6 · черна пешка на бяло поле e6 · черна пешка на черно поле h6 · черен кон на бяло поле d5 · бяла пешка на черно поле e5 · черна пешка на черно поле b4 · бяла пешка на черно поле f4 · бяла пешка на черно поле g3 · бяла пешка на бяло поле a2 · бяла пешка на черно поле b2 · бяла дама на бяло поле c2 · бяла пешка на черно поле h2 · бял цар на черно поле g1 \| черен цар на бяло поле g8 · черна дама на черно поле c7 · черна пешка на бяло поле f7 · черна пешка на черно поле g7 · черна пешка на бяло поле a6 · бял офицер на бяло поле c6 · черна пешка на бяло поле e6 · черна пешка на черно поле h6 · черен кон на бяло поле d5 · бяла пешка на черно поле e5 · черна пешка на черно поле b4 · бяла пешка на черно поле f4 · бяла пешка на черно поле g3 · бяла пешка на бяло поле a2 · бяла пешка на черно поле b2 · бяла дама на бяло поле c2 · бяла пешка на черно поле h2 · бял цар на черно поле g1 \| черен цар на бяло поле g8 · черна дама на черно поле c7 · черна пешка на бяло поле f7 · черна пешка на черно поле g7 · черна пешка на бяло поле a6 · бял офицер на бяло поле c6 · черна пешка на бяло поле e6 · черна пешка на черно поле h6 · черен кон на бяло поле d5 · бяла пешка на черно поле e5 · черна пешка на черно поле b4 · бяла пешка на черно поле f4 · бяла пешка на черно поле g3 · бяла пешка на бяло поле a2 · бяла пешка на черно поле b2 · бяла дама на бяло поле c2 · бяла пешка на черно поле h2 · бял цар на черно поле g1 \| черен цар на бяло поле g8 · черна дама на черно поле c7 · черна пешка на бяло поле f7 · черна пешка на черно поле g7 · черна пешка на бяло поле a6 · бял офицер на бяло поле c6 · черна пешка на бяло поле e6 · черна пешка на черно поле h6 · черен кон на бяло поле d5 · бяла пешка на черно поле e5 · черна пешка на черно поле b4 · бяла пешка на черно поле f4 · бяла пешка на черно поле g3 · бяла пешка на бяло поле a2 · бяла пешка на черно поле b2 · бяла дама на бяло поле c2 · бяла пешка на черно поле h2 · бял цар на черно поле g1 \| черен цар на бяло поле g8 · черна дама на черно поле c7 · черна пешка на бяло поле f7 · черна пешка на черно поле g7 · черна пешка на бяло поле a6 · бял офицер на бяло поле c6 · черна пешка на бяло поле e6 · черна пешка на черно поле h6 · черен кон на бяло поле d5 · бяла пешка на черно поле e5 · черна пешка на черно поле b4 · бяла пешка на черно поле f4 · бяла пешка на черно поле g3 · бяла пешка на бяло поле a2 · бяла пешка на черно поле b2 · бяла дама на бяло поле c2 · бяла пешка на черно поле h2 · бял цар на черно поле g1 \| черен цар на бяло поле g8 · черна дама на черно поле c7 · черна пешка на бяло поле f7 · черна пешка на черно поле g7 · черна пешка на бяло поле a6 · бял офицер на бяло поле c6 · черна пешка на бяло поле e6 · черна пешка на черно поле h6 · черен кон на бяло поле d5 · бяла пешка на черно поле e5 · черна пешка на черно поле b4 · бяла пешка на черно поле f4 · бяла пешка на черно поле g3 · бяла пешка на бяло поле a2 · бяла пешка на черно поле b2 · бяла дама на бяло поле c2 · бяла пешка на черно поле h2 · бял цар на черно поле g1 \| 2 \| \| 1 \| черен цар на бяло поле g8 · черна дама на черно поле c7 · черна пешка на бяло поле f7 · черна пешка на черно поле g7 · черна пешка на бяло поле a6 · бял офицер на бяло поле c6 · черна пешка на бяло поле e6 · черна пешка на черно поле h6 · черен кон на бяло поле d5 · бяла пешка на черно поле e5 · черна пешка на черно поле b4 · бяла пешка на черно поле f4 · бяла пешка на черно поле g3 · бяла пешка на бяло поле a2 · бяла пешка на черно поле b2 · бяла дама на бяло поле c2 · бяла пешка на черно поле h2 · бял цар на черно поле g1 \| черен цар на бяло поле g8 · черна дама на черно поле c7 · черна пешка на бяло поле f7 · черна пешка на черно поле g7 · черна пешка на бяло поле a6 · бял офицер на бяло поле c6 · черна пешка на бяло поле e6 · черна пешка на черно поле h6 · черен кон на бяло поле d5 · бяла пешка на черно поле e5 · черна пешка на черно поле b4 · бяла пешка на черно поле f4 · бяла пешка на черно поле g3 · бяла пешка на бяло поле a2 · бяла пешка на черно поле b2 · бяла дама на бяло поле c2 · бяла пешка на черно поле h2 · бял цар на черно поле g1 \| черен цар на бяло поле g8 · черна дама на черно поле c7 · черна пешка на бяло поле f7 · черна пешка на черно поле g7 · черна пешка на бяло поле a6 · бял офицер на бяло поле c6 · черна пешка на бяло поле e6 · черна пешка на черно поле h6 · черен кон на бяло поле d5 · бяла пешка на черно поле e5 · черна пешка на черно поле b4 · бяла пешка на черно поле f4 · бяла пешка на черно поле g3 · бяла пешка на бяло поле a2 · бяла пешка на черно поле b2 · бяла дама на бяло поле c2 · бяла пешка на черно поле h2 · бял цар на черно поле g1 \| черен цар на бяло поле g8 · черна дама на черно поле c7 · черна пешка на бяло поле f7 · черна пешка на черно поле g7 · черна пешка на бяло поле a6 · бял офицер на бяло поле c6 · черна пешка на бяло поле e6 · черна пешка на черно поле h6 · черен кон на бяло поле d5 · бяла пешка на черно поле e5 · черна пешка на черно поле b4 · бяла пешка на черно поле f4 · бяла пешка на черно поле g3 · бяла пешка на бяло поле a2 · бяла пешка на черно поле b2 · бяла дама на бяло поле c2 · бяла пешка на черно поле h2 · бял цар на черно поле g1 \| черен цар на бяло поле g8 · черна дама на черно поле c7 · черна пешка на бяло поле f7 · черна пешка на черно поле g7 · черна пешка на бяло поле a6 · бял офицер на бяло поле c6 · черна пешка на бяло поле e6 · черна пешка на черно поле h6 · черен кон на бяло поле d5 · бяла пешка на черно поле e5 · черна пешка на черно поле b4 · бяла пешка на черно поле f4 · бяла пешка на черно поле g3 · бяла пешка на бяло поле a2 · бяла пешка на черно поле b2 · бяла дама на бяло поле c2 · бяла пешка на черно поле h2 · бял цар на черно поле g1 \| черен цар на бяло поле g8 · черна дама на черно поле c7 · черна пешка на бяло поле f7 · черна пешка на черно поле g7 · черна пешка на бяло поле a6 · бял офицер на бяло поле c6 · черна пешка на бяло поле e6 · черна пешка на черно поле h6 · черен кон на бяло поле d5 · бяла пешка на черно поле e5 · черна пешка на черно поле b4 · бяла пешка на черно поле f4 · бяла пешка на черно поле g3 · бяла пешка на бяло поле a2 · бяла пешка на черно поле b2 · бяла дама на бяло поле c2 · бяла пешка на черно поле h2 · бял цар на черно поле g1 \| черен цар на бяло поле g8 · черна дама на черно поле c7 · черна пешка на бяло поле f7 · черна пешка на черно поле g7 · черна пешка на бяло поле a6 · бял офицер на бяло поле c6 · черна пешка на бяло поле e6 · черна пешка на черно поле h6 · черен кон на бяло поле d5 · бяла пешка на черно поле e5 · черна пешка на черно поле b4 · бяла пешка на черно поле f4 · бяла пешка на черно поле g3 · бяла пешка на бяло поле a2 · бяла пешка на черно поле b2 · бяла дама на бяло поле c2 · бяла пешка на черно поле h2 · бял цар на черно поле g1 \| черен цар на бяло поле g8 · черна дама на черно поле c7 · черна пешка на бяло поле f7 · черна пешка на черно поле g7 · черна пешка на бяло поле a6 · бял офицер на бяло поле c6 · черна пешка на бяло поле e6 · черна пешка на черно поле h6 · черен кон на бяло поле d5 · бяла пешка на черно поле e5 · черна пешка на черно поле b4 · бяла пешка на черно поле f4 · бяла пешка на черно поле g3 · бяла пешка на бяло поле a2 · бяла пешка на черно поле b2 · бяла дама на бяло поле c2 · бяла пешка на черно поле h2 · бял цар на черно поле g1 \| 1 \| \| \| a \| b \| c \| d \| e \| f \| g \| h \| \|Черните на ход играят 1. ... b3! и белите се предават, защото следва 2. a:b3 2. ... Кb4! с печалба на офицера. | | | | | | | | |   |
| | a | b | c | d | e | f | g | h |   |
| 8 | черен цар на бяло поле g8 · черна дама на черно поле c7 · черна пешка на бяло поле f7 · черна пешка на черно поле g7 · черна пешка на бяло поле a6 · бял офицер на бяло поле c6 · черна пешка на бяло поле e6 · черна пешка на черно поле h6 · черен кон на бяло поле d5 · бяла пешка на черно поле e5 · черна пешка на черно поле b4 · бяла пешка на черно поле f4 · бяла пешка на черно поле g3 · бяла пешка на бяло поле a2 · бяла пешка на черно поле b2 · бяла дама на бяло поле c2 · бяла пешка на черно поле h2 · бял цар на черно поле g1 | черен цар на бяло поле g8 · черна дама на черно поле c7 · черна пешка на бяло поле f7 · черна пешка на черно поле g7 · черна пешка на бяло поле a6 · бял офицер на бяло поле c6 · черна пешка на бяло поле e6 · черна пешка на черно поле h6 · черен кон на бяло поле d5 · бяла пешка на черно поле e5 · черна пешка на черно поле b4 · бяла пешка на черно поле f4 · бяла пешка на черно поле g3 · бяла пешка на бяло поле a2 · бяла пешка на черно поле b2 · бяла дама на бяло поле c2 · бяла пешка на черно поле h2 · бял цар на черно поле g1 | черен цар на бяло поле g8 · черна дама на черно поле c7 · черна пешка на бяло поле f7 · черна пешка на черно поле g7 · черна пешка на бяло поле a6 · бял офицер на бяло поле c6 · черна пешка на бяло поле e6 · черна пешка на черно поле h6 · черен кон на бяло поле d5 · бяла пешка на черно поле e5 · черна пешка на черно поле b4 · бяла пешка на черно поле f4 · бяла пешка на черно поле g3 · бяла пешка на бяло поле a2 · бяла пешка на черно поле b2 · бяла дама на бяло поле c2 · бяла пешка на черно поле h2 · бял цар на черно поле g1 | черен цар на бяло поле g8 · черна дама на черно поле c7 · черна пешка на бяло поле f7 · черна пешка на черно поле g7 · черна пешка на бяло поле a6 · бял офицер на бяло поле c6 · черна пешка на бяло поле e6 · черна пешка на черно поле h6 · черен кон на бяло поле d5 · бяла пешка на черно поле e5 · черна пешка на черно поле b4 · бяла пешка на черно поле f4 · бяла пешка на черно поле g3 · бяла пешка на бяло поле a2 · бяла пешка на черно поле b2 · бяла дама на бяло поле c2 · бяла пешка на черно поле h2 · бял цар на черно поле g1 | черен цар на бяло поле g8 · черна дама на черно поле c7 · черна пешка на бяло поле f7 · черна пешка на черно поле g7 · черна пешка на бяло поле a6 · бял офицер на бяло поле c6 · черна пешка на бяло поле e6 · черна пешка на черно поле h6 · черен кон на бяло поле d5 · бяла пешка на черно поле e5 · черна пешка на черно поле b4 · бяла пешка на черно поле f4 · бяла пешка на черно поле g3 · бяла пешка на бяло поле a2 · бяла пешка на черно поле b2 · бяла дама на бяло поле c2 · бяла пешка на черно поле h2 · бял цар на черно поле g1 | черен цар на бяло поле g8 · черна дама на черно поле c7 · черна пешка на бяло поле f7 · черна пешка на черно поле g7 · черна пешка на бяло поле a6 · бял офицер на бяло поле c6 · черна пешка на бяло поле e6 · черна пешка на черно поле h6 · черен кон на бяло поле d5 · бяла пешка на черно поле e5 · черна пешка на черно поле b4 · бяла пешка на черно поле f4 · бяла пешка на черно поле g3 · бяла пешка на бяло поле a2 · бяла пешка на черно поле b2 · бяла дама на бяло поле c2 · бяла пешка на черно поле h2 · бял цар на черно поле g1 | черен цар на бяло поле g8 · черна дама на черно поле c7 · черна пешка на бяло поле f7 · черна пешка на черно поле g7 · черна пешка на бяло поле a6 · бял офицер на бяло поле c6 · черна пешка на бяло поле e6 · черна пешка на черно поле h6 · черен кон на бяло поле d5 · бяла пешка на черно поле e5 · черна пешка на черно поле b4 · бяла пешка на черно поле f4 · бяла пешка на черно поле g3 · бяла пешка на бяло поле a2 · бяла пешка на черно поле b2 · бяла дама на бяло поле c2 · бяла пешка на черно поле h2 · бял цар на черно поле g1 | черен цар на бяло поле g8 · черна дама на черно поле c7 · черна пешка на бяло поле f7 · черна пешка на черно поле g7 · черна пешка на бяло поле a6 · бял офицер на бяло поле c6 · черна пешка на бяло поле e6 · черна пешка на черно поле h6 · черен кон на бяло поле d5 · бяла пешка на черно поле e5 · черна пешка на черно поле b4 · бяла пешка на черно поле f4 · бяла пешка на черно поле g3 · бяла пешка на бяло поле a2 · бяла пешка на черно поле b2 · бяла дама на бяло поле c2 · бяла пешка на черно поле h2 · бял цар на черно поле g1 | 8 |
| 7 | черен цар на бяло поле g8 · черна дама на черно поле c7 · черна пешка на бяло поле f7 · черна пешка на черно поле g7 · черна пешка на бяло поле a6 · бял офицер на бяло поле c6 · черна пешка на бяло поле e6 · черна пешка на черно поле h6 · черен кон на бяло поле d5 · бяла пешка на черно поле e5 · черна пешка на черно поле b4 · бяла пешка на черно поле f4 · бяла пешка на черно поле g3 · бяла пешка на бяло поле a2 · бяла пешка на черно поле b2 · бяла дама на бяло поле c2 · бяла пешка на черно поле h2 · бял цар на черно поле g1 | черен цар на бяло поле g8 · черна дама на черно поле c7 · черна пешка на бяло поле f7 · черна пешка на черно поле g7 · черна пешка на бяло поле a6 · бял офицер на бяло поле c6 · черна пешка на бяло поле e6 · черна пешка на черно поле h6 · черен кон на бяло поле d5 · бяла пешка на черно поле e5 · черна пешка на черно поле b4 · бяла пешка на черно поле f4 · бяла пешка на черно поле g3 · бяла пешка на бяло поле a2 · бяла пешка на черно поле b2 · бяла дама на бяло поле c2 · бяла пешка на черно поле h2 · бял цар на черно поле g1 | черен цар на бяло поле g8 · черна дама на черно поле c7 · черна пешка на бяло поле f7 · черна пешка на черно поле g7 · черна пешка на бяло поле a6 · бял офицер на бяло поле c6 · черна пешка на бяло поле e6 · черна пешка на черно поле h6 · черен кон на бяло поле d5 · бяла пешка на черно поле e5 · черна пешка на черно поле b4 · бяла пешка на черно поле f4 · бяла пешка на черно поле g3 · бяла пешка на бяло поле a2 · бяла пешка на черно поле b2 · бяла дама на бяло поле c2 · бяла пешка на черно поле h2 · бял цар на черно поле g1 | черен цар на бяло поле g8 · черна дама на черно поле c7 · черна пешка на бяло поле f7 · черна пешка на черно поле g7 · черна пешка на бяло поле a6 · бял офицер на бяло поле c6 · черна пешка на бяло поле e6 · черна пешка на черно поле h6 · черен кон на бяло поле d5 · бяла пешка на черно поле e5 · черна пешка на черно поле b4 · бяла пешка на черно поле f4 · бяла пешка на черно поле g3 · бяла пешка на бяло поле a2 · бяла пешка на черно поле b2 · бяла дама на бяло поле c2 · бяла пешка на черно поле h2 · бял цар на черно поле g1 | черен цар на бяло поле g8 · черна дама на черно поле c7 · черна пешка на бяло поле f7 · черна пешка на черно поле g7 · черна пешка на бяло поле a6 · бял офицер на бяло поле c6 · черна пешка на бяло поле e6 · черна пешка на черно поле h6 · черен кон на бяло поле d5 · бяла пешка на черно поле e5 · черна пешка на черно поле b4 · бяла пешка на черно поле f4 · бяла пешка на черно поле g3 · бяла пешка на бяло поле a2 · бяла пешка на черно поле b2 · бяла дама на бяло поле c2 · бяла пешка на черно поле h2 · бял цар на черно поле g1 | черен цар на бяло поле g8 · черна дама на черно поле c7 · черна пешка на бяло поле f7 · черна пешка на черно поле g7 · черна пешка на бяло поле a6 · бял офицер на бяло поле c6 · черна пешка на бяло поле e6 · черна пешка на черно поле h6 · черен кон на бяло поле d5 · бяла пешка на черно поле e5 · черна пешка на черно поле b4 · бяла пешка на черно поле f4 · бяла пешка на черно поле g3 · бяла пешка на бяло поле a2 · бяла пешка на черно поле b2 · бяла дама на бяло поле c2 · бяла пешка на черно поле h2 · бял цар на черно поле g1 | черен цар на бяло поле g8 · черна дама на черно поле c7 · черна пешка на бяло поле f7 · черна пешка на черно поле g7 · черна пешка на бяло поле a6 · бял офицер на бяло поле c6 · черна пешка на бяло поле e6 · черна пешка на черно поле h6 · черен кон на бяло поле d5 · бяла пешка на черно поле e5 · черна пешка на черно поле b4 · бяла пешка на черно поле f4 · бяла пешка на черно поле g3 · бяла пешка на бяло поле a2 · бяла пешка на черно поле b2 · бяла дама на бяло поле c2 · бяла пешка на черно поле h2 · бял цар на черно поле g1 | черен цар на бяло поле g8 · черна дама на черно поле c7 · черна пешка на бяло поле f7 · черна пешка на черно поле g7 · черна пешка на бяло поле a6 · бял офицер на бяло поле c6 · черна пешка на бяло поле e6 · черна пешка на черно поле h6 · черен кон на бяло поле d5 · бяла пешка на черно поле e5 · черна пешка на черно поле b4 · бяла пешка на черно поле f4 · бяла пешка на черно поле g3 · бяла пешка на бяло поле a2 · бяла пешка на черно поле b2 · бяла дама на бяло поле c2 · бяла пешка на черно поле h2 · бял цар на черно поле g1 | 7 |
| 6 | черен цар на бяло поле g8 · черна дама на черно поле c7 · черна пешка на бяло поле f7 · черна пешка на черно поле g7 · черна пешка на бяло поле a6 · бял офицер на бяло поле c6 · черна пешка на бяло поле e6 · черна пешка на черно поле h6 · черен кон на бяло поле d5 · бяла пешка на черно поле e5 · черна пешка на черно поле b4 · бяла пешка на черно поле f4 · бяла пешка на черно поле g3 · бяла пешка на бяло поле a2 · бяла пешка на черно поле b2 · бяла дама на бяло поле c2 · бяла пешка на черно поле h2 · бял цар на черно поле g1 | черен цар на бяло поле g8 · черна дама на черно поле c7 · черна пешка на бяло поле f7 · черна пешка на черно поле g7 · черна пешка на бяло поле a6 · бял офицер на бяло поле c6 · черна пешка на бяло поле e6 · черна пешка на черно поле h6 · черен кон на бяло поле d5 · бяла пешка на черно поле e5 · черна пешка на черно поле b4 · бяла пешка на черно поле f4 · бяла пешка на черно поле g3 · бяла пешка на бяло поле a2 · бяла пешка на черно поле b2 · бяла дама на бяло поле c2 · бяла пешка на черно поле h2 · бял цар на черно поле g1 | черен цар на бяло поле g8 · черна дама на черно поле c7 · черна пешка на бяло поле f7 · черна пешка на черно поле g7 · черна пешка на бяло поле a6 · бял офицер на бяло поле c6 · черна пешка на бяло поле e6 · черна пешка на черно поле h6 · черен кон на бяло поле d5 · бяла пешка на черно поле e5 · черна пешка на черно поле b4 · бяла пешка на черно поле f4 · бяла пешка на черно поле g3 · бяла пешка на бяло поле a2 · бяла пешка на черно поле b2 · бяла дама на бяло поле c2 · бяла пешка на черно поле h2 · бял цар на черно поле g1 | черен цар на бяло поле g8 · черна дама на черно поле c7 · черна пешка на бяло поле f7 · черна пешка на черно поле g7 · черна пешка на бяло поле a6 · бял офицер на бяло поле c6 · черна пешка на бяло поле e6 · черна пешка на черно поле h6 · черен кон на бяло поле d5 · бяла пешка на черно поле e5 · черна пешка на черно поле b4 · бяла пешка на черно поле f4 · бяла пешка на черно поле g3 · бяла пешка на бяло поле a2 · бяла пешка на черно поле b2 · бяла дама на бяло поле c2 · бяла пешка на черно поле h2 · бял цар на черно поле g1 | черен цар на бяло поле g8 · черна дама на черно поле c7 · черна пешка на бяло поле f7 · черна пешка на черно поле g7 · черна пешка на бяло поле a6 · бял офицер на бяло поле c6 · черна пешка на бяло поле e6 · черна пешка на черно поле h6 · черен кон на бяло поле d5 · бяла пешка на черно поле e5 · черна пешка на черно поле b4 · бяла пешка на черно поле f4 · бяла пешка на черно поле g3 · бяла пешка на бяло поле a2 · бяла пешка на черно поле b2 · бяла дама на бяло поле c2 · бяла пешка на черно поле h2 · бял цар на черно поле g1 | черен цар на бяло поле g8 · черна дама на черно поле c7 · черна пешка на бяло поле f7 · черна пешка на черно поле g7 · черна пешка на бяло поле a6 · бял офицер на бяло поле c6 · черна пешка на бяло поле e6 · черна пешка на черно поле h6 · черен кон на бяло поле d5 · бяла пешка на черно поле e5 · черна пешка на черно поле b4 · бяла пешка на черно поле f4 · бяла пешка на черно поле g3 · бяла пешка на бяло поле a2 · бяла пешка на черно поле b2 · бяла дама на бяло поле c2 · бяла пешка на черно поле h2 · бял цар на черно поле g1 | черен цар на бяло поле g8 · черна дама на черно поле c7 · черна пешка на бяло поле f7 · черна пешка на черно поле g7 · черна пешка на бяло поле a6 · бял офицер на бяло поле c6 · черна пешка на бяло поле e6 · черна пешка на черно поле h6 · черен кон на бяло поле d5 · бяла пешка на черно поле e5 · черна пешка на черно поле b4 · бяла пешка на черно поле f4 · бяла пешка на черно поле g3 · бяла пешка на бяло поле a2 · бяла пешка на черно поле b2 · бяла дама на бяло поле c2 · бяла пешка на черно поле h2 · бял цар на черно поле g1 | черен цар на бяло поле g8 · черна дама на черно поле c7 · черна пешка на бяло поле f7 · черна пешка на черно поле g7 · черна пешка на бяло поле a6 · бял офицер на бяло поле c6 · черна пешка на бяло поле e6 · черна пешка на черно поле h6 · черен кон на бяло поле d5 · бяла пешка на черно поле e5 · черна пешка на черно поле b4 · бяла пешка на черно поле f4 · бяла пешка на черно поле g3 · бяла пешка на бяло поле a2 · бяла пешка на черно поле b2 · бяла дама на бяло поле c2 · бяла пешка на черно поле h2 · бял цар на черно поле g1 | 6 |
| 5 | черен цар на бяло поле g8 · черна дама на черно поле c7 · черна пешка на бяло поле f7 · черна пешка на черно поле g7 · черна пешка на бяло поле a6 · бял офицер на бяло поле c6 · черна пешка на бяло поле e6 · черна пешка на черно поле h6 · черен кон на бяло поле d5 · бяла пешка на черно поле e5 · черна пешка на черно поле b4 · бяла пешка на черно поле f4 · бяла пешка на черно поле g3 · бяла пешка на бяло поле a2 · бяла пешка на черно поле b2 · бяла дама на бяло поле c2 · бяла пешка на черно поле h2 · бял цар на черно поле g1 | черен цар на бяло поле g8 · черна дама на черно поле c7 · черна пешка на бяло поле f7 · черна пешка на черно поле g7 · черна пешка на бяло поле a6 · бял офицер на бяло поле c6 · черна пешка на бяло поле e6 · черна пешка на черно поле h6 · черен кон на бяло поле d5 · бяла пешка на черно поле e5 · черна пешка на черно поле b4 · бяла пешка на черно поле f4 · бяла пешка на черно поле g3 · бяла пешка на бяло поле a2 · бяла пешка на черно поле b2 · бяла дама на бяло поле c2 · бяла пешка на черно поле h2 · бял цар на черно поле g1 | черен цар на бяло поле g8 · черна дама на черно поле c7 · черна пешка на бяло поле f7 · черна пешка на черно поле g7 · черна пешка на бяло поле a6 · бял офицер на бяло поле c6 · черна пешка на бяло поле e6 · черна пешка на черно поле h6 · черен кон на бяло поле d5 · бяла пешка на черно поле e5 · черна пешка на черно поле b4 · бяла пешка на черно поле f4 · бяла пешка на черно поле g3 · бяла пешка на бяло поле a2 · бяла пешка на черно поле b2 · бяла дама на бяло поле c2 · бяла пешка на черно поле h2 · бял цар на черно поле g1 | черен цар на бяло поле g8 · черна дама на черно поле c7 · черна пешка на бяло поле f7 · черна пешка на черно поле g7 · черна пешка на бяло поле a6 · бял офицер на бяло поле c6 · черна пешка на бяло поле e6 · черна пешка на черно поле h6 · черен кон на бяло поле d5 · бяла пешка на черно поле e5 · черна пешка на черно поле b4 · бяла пешка на черно поле f4 · бяла пешка на черно поле g3 · бяла пешка на бяло поле a2 · бяла пешка на черно поле b2 · бяла дама на бяло поле c2 · бяла пешка на черно поле h2 · бял цар на черно поле g1 | черен цар на бяло поле g8 · черна дама на черно поле c7 · черна пешка на бяло поле f7 · черна пешка на черно поле g7 · черна пешка на бяло поле a6 · бял офицер на бяло поле c6 · черна пешка на бяло поле e6 · черна пешка на черно поле h6 · черен кон на бяло поле d5 · бяла пешка на черно поле e5 · черна пешка на черно поле b4 · бяла пешка на черно поле f4 · бяла пешка на черно поле g3 · бяла пешка на бяло поле a2 · бяла пешка на черно поле b2 · бяла дама на бяло поле c2 · бяла пешка на черно поле h2 · бял цар на черно поле g1 | черен цар на бяло поле g8 · черна дама на черно поле c7 · черна пешка на бяло поле f7 · черна пешка на черно поле g7 · черна пешка на бяло поле a6 · бял офицер на бяло поле c6 · черна пешка на бяло поле e6 · черна пешка на черно поле h6 · черен кон на бяло поле d5 · бяла пешка на черно поле e5 · черна пешка на черно поле b4 · бяла пешка на черно поле f4 · бяла пешка на черно поле g3 · бяла пешка на бяло поле a2 · бяла пешка на черно поле b2 · бяла дама на бяло поле c2 · бяла пешка на черно поле h2 · бял цар на черно поле g1 | черен цар на бяло поле g8 · черна дама на черно поле c7 · черна пешка на бяло поле f7 · черна пешка на черно поле g7 · черна пешка на бяло поле a6 · бял офицер на бяло поле c6 · черна пешка на бяло поле e6 · черна пешка на черно поле h6 · черен кон на бяло поле d5 · бяла пешка на черно поле e5 · черна пешка на черно поле b4 · бяла пешка на черно поле f4 · бяла пешка на черно поле g3 · бяла пешка на бяло поле a2 · бяла пешка на черно поле b2 · бяла дама на бяло поле c2 · бяла пешка на черно поле h2 · бял цар на черно поле g1 | черен цар на бяло поле g8 · черна дама на черно поле c7 · черна пешка на бяло поле f7 · черна пешка на черно поле g7 · черна пешка на бяло поле a6 · бял офицер на бяло поле c6 · черна пешка на бяло поле e6 · черна пешка на черно поле h6 · черен кон на бяло поле d5 · бяла пешка на черно поле e5 · черна пешка на черно поле b4 · бяла пешка на черно поле f4 · бяла пешка на черно поле g3 · бяла пешка на бяло поле a2 · бяла пешка на черно поле b2 · бяла дама на бяло поле c2 · бяла пешка на черно поле h2 · бял цар на черно поле g1 | 5 |
| 4 | черен цар на бяло поле g8 · черна дама на черно поле c7 · черна пешка на бяло поле f7 · черна пешка на черно поле g7 · черна пешка на бяло поле a6 · бял офицер на бяло поле c6 · черна пешка на бяло поле e6 · черна пешка на черно поле h6 · черен кон на бяло поле d5 · бяла пешка на черно поле e5 · черна пешка на черно поле b4 · бяла пешка на черно поле f4 · бяла пешка на черно поле g3 · бяла пешка на бяло поле a2 · бяла пешка на черно поле b2 · бяла дама на бяло поле c2 · бяла пешка на черно поле h2 · бял цар на черно поле g1 | черен цар на бяло поле g8 · черна дама на черно поле c7 · черна пешка на бяло поле f7 · черна пешка на черно поле g7 · черна пешка на бяло поле a6 · бял офицер на бяло поле c6 · черна пешка на бяло поле e6 · черна пешка на черно поле h6 · черен кон на бяло поле d5 · бяла пешка на черно поле e5 · черна пешка на черно поле b4 · бяла пешка на черно поле f4 · бяла пешка на черно поле g3 · бяла пешка на бяло поле a2 · бяла пешка на черно поле b2 · бяла дама на бяло поле c2 · бяла пешка на черно поле h2 · бял цар на черно поле g1 | черен цар на бяло поле g8 · черна дама на черно поле c7 · черна пешка на бяло поле f7 · черна пешка на черно поле g7 · черна пешка на бяло поле a6 · бял офицер на бяло поле c6 · черна пешка на бяло поле e6 · черна пешка на черно поле h6 · черен кон на бяло поле d5 · бяла пешка на черно поле e5 · черна пешка на черно поле b4 · бяла пешка на черно поле f4 · бяла пешка на черно поле g3 · бяла пешка на бяло поле a2 · бяла пешка на черно поле b2 · бяла дама на бяло поле c2 · бяла пешка на черно поле h2 · бял цар на черно поле g1 | черен цар на бяло поле g8 · черна дама на черно поле c7 · черна пешка на бяло поле f7 · черна пешка на черно поле g7 · черна пешка на бяло поле a6 · бял офицер на бяло поле c6 · черна пешка на бяло поле e6 · черна пешка на черно поле h6 · черен кон на бяло поле d5 · бяла пешка на черно поле e5 · черна пешка на черно поле b4 · бяла пешка на черно поле f4 · бяла пешка на черно поле g3 · бяла пешка на бяло поле a2 · бяла пешка на черно поле b2 · бяла дама на бяло поле c2 · бяла пешка на черно поле h2 · бял цар на черно поле g1 | черен цар на бяло поле g8 · черна дама на черно поле c7 · черна пешка на бяло поле f7 · черна пешка на черно поле g7 · черна пешка на бяло поле a6 · бял офицер на бяло поле c6 · черна пешка на бяло поле e6 · черна пешка на черно поле h6 · черен кон на бяло поле d5 · бяла пешка на черно поле e5 · черна пешка на черно поле b4 · бяла пешка на черно поле f4 · бяла пешка на черно поле g3 · бяла пешка на бяло поле a2 · бяла пешка на черно поле b2 · бяла дама на бяло поле c2 · бяла пешка на черно поле h2 · бял цар на черно поле g1 | черен цар на бяло поле g8 · черна дама на черно поле c7 · черна пешка на бяло поле f7 · черна пешка на черно поле g7 · черна пешка на бяло поле a6 · бял офицер на бяло поле c6 · черна пешка на бяло поле e6 · черна пешка на черно поле h6 · черен кон на бяло поле d5 · бяла пешка на черно поле e5 · черна пешка на черно поле b4 · бяла пешка на черно поле f4 · бяла пешка на черно поле g3 · бяла пешка на бяло поле a2 · бяла пешка на черно поле b2 · бяла дама на бяло поле c2 · бяла пешка на черно поле h2 · бял цар на черно поле g1 | черен цар на бяло поле g8 · черна дама на черно поле c7 · черна пешка на бяло поле f7 · черна пешка на черно поле g7 · черна пешка на бяло поле a6 · бял офицер на бяло поле c6 · черна пешка на бяло поле e6 · черна пешка на черно поле h6 · черен кон на бяло поле d5 · бяла пешка на черно поле e5 · черна пешка на черно поле b4 · бяла пешка на черно поле f4 · бяла пешка на черно поле g3 · бяла пешка на бяло поле a2 · бяла пешка на черно поле b2 · бяла дама на бяло поле c2 · бяла пешка на черно поле h2 · бял цар на черно поле g1 | черен цар на бяло поле g8 · черна дама на черно поле c7 · черна пешка на бяло поле f7 · черна пешка на черно поле g7 · черна пешка на бяло поле a6 · бял офицер на бяло поле c6 · черна пешка на бяло поле e6 · черна пешка на черно поле h6 · черен кон на бяло поле d5 · бяла пешка на черно поле e5 · черна пешка на черно поле b4 · бяла пешка на черно поле f4 · бяла пешка на черно поле g3 · бяла пешка на бяло поле a2 · бяла пешка на черно поле b2 · бяла дама на бяло поле c2 · бяла пешка на черно поле h2 · бял цар на черно поле g1 | 4 |
| 3 | черен цар на бяло поле g8 · черна дама на черно поле c7 · черна пешка на бяло поле f7 · черна пешка на черно поле g7 · черна пешка на бяло поле a6 · бял офицер на бяло поле c6 · черна пешка на бяло поле e6 · черна пешка на черно поле h6 · черен кон на бяло поле d5 · бяла пешка на черно поле e5 · черна пешка на черно поле b4 · бяла пешка на черно поле f4 · бяла пешка на черно поле g3 · бяла пешка на бяло поле a2 · бяла пешка на черно поле b2 · бяла дама на бяло поле c2 · бяла пешка на черно поле h2 · бял цар на черно поле g1 | черен цар на бяло поле g8 · черна дама на черно поле c7 · черна пешка на бяло поле f7 · черна пешка на черно поле g7 · черна пешка на бяло поле a6 · бял офицер на бяло поле c6 · черна пешка на бяло поле e6 · черна пешка на черно поле h6 · черен кон на бяло поле d5 · бяла пешка на черно поле e5 · черна пешка на черно поле b4 · бяла пешка на черно поле f4 · бяла пешка на черно поле g3 · бяла пешка на бяло поле a2 · бяла пешка на черно поле b2 · бяла дама на бяло поле c2 · бяла пешка на черно поле h2 · бял цар на черно поле g1 | черен цар на бяло поле g8 · черна дама на черно поле c7 · черна пешка на бяло поле f7 · черна пешка на черно поле g7 · черна пешка на бяло поле a6 · бял офицер на бяло поле c6 · черна пешка на бяло поле e6 · черна пешка на черно поле h6 · черен кон на бяло поле d5 · бяла пешка на черно поле e5 · черна пешка на черно поле b4 · бяла пешка на черно поле f4 · бяла пешка на черно поле g3 · бяла пешка на бяло поле a2 · бяла пешка на черно поле b2 · бяла дама на бяло поле c2 · бяла пешка на черно поле h2 · бял цар на черно поле g1 | черен цар на бяло поле g8 · черна дама на черно поле c7 · черна пешка на бяло поле f7 · черна пешка на черно поле g7 · черна пешка на бяло поле a6 · бял офицер на бяло поле c6 · черна пешка на бяло поле e6 · черна пешка на черно поле h6 · черен кон на бяло поле d5 · бяла пешка на черно поле e5 · черна пешка на черно поле b4 · бяла пешка на черно поле f4 · бяла пешка на черно поле g3 · бяла пешка на бяло поле a2 · бяла пешка на черно поле b2 · бяла дама на бяло поле c2 · бяла пешка на черно поле h2 · бял цар на черно поле g1 | черен цар на бяло поле g8 · черна дама на черно поле c7 · черна пешка на бяло поле f7 · черна пешка на черно поле g7 · черна пешка на бяло поле a6 · бял офицер на бяло поле c6 · черна пешка на бяло поле e6 · черна пешка на черно поле h6 · черен кон на бяло поле d5 · бяла пешка на черно поле e5 · черна пешка на черно поле b4 · бяла пешка на черно поле f4 · бяла пешка на черно поле g3 · бяла пешка на бяло поле a2 · бяла пешка на черно поле b2 · бяла дама на бяло поле c2 · бяла пешка на черно поле h2 · бял цар на черно поле g1 | черен цар на бяло поле g8 · черна дама на черно поле c7 · черна пешка на бяло поле f7 · черна пешка на черно поле g7 · черна пешка на бяло поле a6 · бял офицер на бяло поле c6 · черна пешка на бяло поле e6 · черна пешка на черно поле h6 · черен кон на бяло поле d5 · бяла пешка на черно поле e5 · черна пешка на черно поле b4 · бяла пешка на черно поле f4 · бяла пешка на черно поле g3 · бяла пешка на бяло поле a2 · бяла пешка на черно поле b2 · бяла дама на бяло поле c2 · бяла пешка на черно поле h2 · бял цар на черно поле g1 | черен цар на бяло поле g8 · черна дама на черно поле c7 · черна пешка на бяло поле f7 · черна пешка на черно поле g7 · черна пешка на бяло поле a6 · бял офицер на бяло поле c6 · черна пешка на бяло поле e6 · черна пешка на черно поле h6 · черен кон на бяло поле d5 · бяла пешка на черно поле e5 · черна пешка на черно поле b4 · бяла пешка на черно поле f4 · бяла пешка на черно поле g3 · бяла пешка на бяло поле a2 · бяла пешка на черно поле b2 · бяла дама на бяло поле c2 · бяла пешка на черно поле h2 · бял цар на черно поле g1 | черен цар на бяло поле g8 · черна дама на черно поле c7 · черна пешка на бяло поле f7 · черна пешка на черно поле g7 · черна пешка на бяло поле a6 · бял офицер на бяло поле c6 · черна пешка на бяло поле e6 · черна пешка на черно поле h6 · черен кон на бяло поле d5 · бяла пешка на черно поле e5 · черна пешка на черно поле b4 · бяла пешка на черно поле f4 · бяла пешка на черно поле g3 · бяла пешка на бяло поле a2 · бяла пешка на черно поле b2 · бяла дама на бяло поле c2 · бяла пешка на черно поле h2 · бял цар на черно поле g1 | 3 |
| 2 | черен цар на бяло поле g8 · черна дама на черно поле c7 · черна пешка на бяло поле f7 · черна пешка на черно поле g7 · черна пешка на бяло поле a6 · бял офицер на бяло поле c6 · черна пешка на бяло поле e6 · черна пешка на черно поле h6 · черен кон на бяло поле d5 · бяла пешка на черно поле e5 · черна пешка на черно поле b4 · бяла пешка на черно поле f4 · бяла пешка на черно поле g3 · бяла пешка на бяло поле a2 · бяла пешка на черно поле b2 · бяла дама на бяло поле c2 · бяла пешка на черно поле h2 · бял цар на черно поле g1 | черен цар на бяло поле g8 · черна дама на черно поле c7 · черна пешка на бяло поле f7 · черна пешка на черно поле g7 · черна пешка на бяло поле a6 · бял офицер на бяло поле c6 · черна пешка на бяло поле e6 · черна пешка на черно поле h6 · черен кон на бяло поле d5 · бяла пешка на черно поле e5 · черна пешка на черно поле b4 · бяла пешка на черно поле f4 · бяла пешка на черно поле g3 · бяла пешка на бяло поле a2 · бяла пешка на черно поле b2 · бяла дама на бяло поле c2 · бяла пешка на черно поле h2 · бял цар на черно поле g1 | черен цар на бяло поле g8 · черна дама на черно поле c7 · черна пешка на бяло поле f7 · черна пешка на черно поле g7 · черна пешка на бяло поле a6 · бял офицер на бяло поле c6 · черна пешка на бяло поле e6 · черна пешка на черно поле h6 · черен кон на бяло поле d5 · бяла пешка на черно поле e5 · черна пешка на черно поле b4 · бяла пешка на черно поле f4 · бяла пешка на черно поле g3 · бяла пешка на бяло поле a2 · бяла пешка на черно поле b2 · бяла дама на бяло поле c2 · бяла пешка на черно поле h2 · бял цар на черно поле g1 | черен цар на бяло поле g8 · черна дама на черно поле c7 · черна пешка на бяло поле f7 · черна пешка на черно поле g7 · черна пешка на бяло поле a6 · бял офицер на бяло поле c6 · черна пешка на бяло поле e6 · черна пешка на черно поле h6 · черен кон на бяло поле d5 · бяла пешка на черно поле e5 · черна пешка на черно поле b4 · бяла пешка на черно поле f4 · бяла пешка на черно поле g3 · бяла пешка на бяло поле a2 · бяла пешка на черно поле b2 · бяла дама на бяло поле c2 · бяла пешка на черно поле h2 · бял цар на черно поле g1 | черен цар на бяло поле g8 · черна дама на черно поле c7 · черна пешка на бяло поле f7 · черна пешка на черно поле g7 · черна пешка на бяло поле a6 · бял офицер на бяло поле c6 · черна пешка на бяло поле e6 · черна пешка на черно поле h6 · черен кон на бяло поле d5 · бяла пешка на черно поле e5 · черна пешка на черно поле b4 · бяла пешка на черно поле f4 · бяла пешка на черно поле g3 · бяла пешка на бяло поле a2 · бяла пешка на черно поле b2 · бяла дама на бяло поле c2 · бяла пешка на черно поле h2 · бял цар на черно поле g1 | черен цар на бяло поле g8 · черна дама на черно поле c7 · черна пешка на бяло поле f7 · черна пешка на черно поле g7 · черна пешка на бяло поле a6 · бял офицер на бяло поле c6 · черна пешка на бяло поле e6 · черна пешка на черно поле h6 · черен кон на бяло поле d5 · бяла пешка на черно поле e5 · черна пешка на черно поле b4 · бяла пешка на черно поле f4 · бяла пешка на черно поле g3 · бяла пешка на бяло поле a2 · бяла пешка на черно поле b2 · бяла дама на бяло поле c2 · бяла пешка на черно поле h2 · бял цар на черно поле g1 | черен цар на бяло поле g8 · черна дама на черно поле c7 · черна пешка на бяло поле f7 · черна пешка на черно поле g7 · черна пешка на бяло поле a6 · бял офицер на бяло поле c6 · черна пешка на бяло поле e6 · черна пешка на черно поле h6 · черен кон на бяло поле d5 · бяла пешка на черно поле e5 · черна пешка на черно поле b4 · бяла пешка на черно поле f4 · бяла пешка на черно поле g3 · бяла пешка на бяло поле a2 · бяла пешка на черно поле b2 · бяла дама на бяло поле c2 · бяла пешка на черно поле h2 · бял цар на черно поле g1 | черен цар на бяло поле g8 · черна дама на черно поле c7 · черна пешка на бяло поле f7 · черна пешка на черно поле g7 · черна пешка на бяло поле a6 · бял офицер на бяло поле c6 · черна пешка на бяло поле e6 · черна пешка на черно поле h6 · черен кон на бяло поле d5 · бяла пешка на черно поле e5 · черна пешка на черно поле b4 · бяла пешка на черно поле f4 · бяла пешка на черно поле g3 · бяла пешка на бяло поле a2 · бяла пешка на черно поле b2 · бяла дама на бяло поле c2 · бяла пешка на черно поле h2 · бял цар на черно поле g1 | 2 |
| 1 | черен цар на бяло поле g8 · черна дама на черно поле c7 · черна пешка на бяло поле f7 · черна пешка на черно поле g7 · черна пешка на бяло поле a6 · бял офицер на бяло поле c6 · черна пешка на бяло поле e6 · черна пешка на черно поле h6 · черен кон на бяло поле d5 · бяла пешка на черно поле e5 · черна пешка на черно поле b4 · бяла пешка на черно поле f4 · бяла пешка на черно поле g3 · бяла пешка на бяло поле a2 · бяла пешка на черно поле b2 · бяла дама на бяло поле c2 · бяла пешка на черно поле h2 · бял цар на черно поле g1 | черен цар на бяло поле g8 · черна дама на черно поле c7 · черна пешка на бяло поле f7 · черна пешка на черно поле g7 · черна пешка на бяло поле a6 · бял офицер на бяло поле c6 · черна пешка на бяло поле e6 · черна пешка на черно поле h6 · черен кон на бяло поле d5 · бяла пешка на черно поле e5 · черна пешка на черно поле b4 · бяла пешка на черно поле f4 · бяла пешка на черно поле g3 · бяла пешка на бяло поле a2 · бяла пешка на черно поле b2 · бяла дама на бяло поле c2 · бяла пешка на черно поле h2 · бял цар на черно поле g1 | черен цар на бяло поле g8 · черна дама на черно поле c7 · черна пешка на бяло поле f7 · черна пешка на черно поле g7 · черна пешка на бяло поле a6 · бял офицер на бяло поле c6 · черна пешка на бяло поле e6 · черна пешка на черно поле h6 · черен кон на бяло поле d5 · бяла пешка на черно поле e5 · черна пешка на черно поле b4 · бяла пешка на черно поле f4 · бяла пешка на черно поле g3 · бяла пешка на бяло поле a2 · бяла пешка на черно поле b2 · бяла дама на бяло поле c2 · бяла пешка на черно поле h2 · бял цар на черно поле g1 | черен цар на бяло поле g8 · черна дама на черно поле c7 · черна пешка на бяло поле f7 · черна пешка на черно поле g7 · черна пешка на бяло поле a6 · бял офицер на бяло поле c6 · черна пешка на бяло поле e6 · черна пешка на черно поле h6 · черен кон на бяло поле d5 · бяла пешка на черно поле e5 · черна пешка на черно поле b4 · бяла пешка на черно поле f4 · бяла пешка на черно поле g3 · бяла пешка на бяло поле a2 · бяла пешка на черно поле b2 · бяла дама на бяло поле c2 · бяла пешка на черно поле h2 · бял цар на черно поле g1 | черен цар на бяло поле g8 · черна дама на черно поле c7 · черна пешка на бяло поле f7 · черна пешка на черно поле g7 · черна пешка на бяло поле a6 · бял офицер на бяло поле c6 · черна пешка на бяло поле e6 · черна пешка на черно поле h6 · черен кон на бяло поле d5 · бяла пешка на черно поле e5 · черна пешка на черно поле b4 · бяла пешка на черно поле f4 · бяла пешка на черно поле g3 · бяла пешка на бяло поле a2 · бяла пешка на черно поле b2 · бяла дама на бяло поле c2 · бяла пешка на черно поле h2 · бял цар на черно поле g1 | черен цар на бяло поле g8 · черна дама на черно поле c7 · черна пешка на бяло поле f7 · черна пешка на черно поле g7 · черна пешка на бяло поле a6 · бял офицер на бяло поле c6 · черна пешка на бяло поле e6 · черна пешка на черно поле h6 · черен кон на бяло поле d5 · бяла пешка на черно поле e5 · черна пешка на черно поле b4 · бяла пешка на черно поле f4 · бяла пешка на черно поле g3 · бяла пешка на бяло поле a2 · бяла пешка на черно поле b2 · бяла дама на бяло поле c2 · бяла пешка на черно поле h2 · бял цар на черно поле g1 | черен цар на бяло поле g8 · черна дама на черно поле c7 · черна пешка на бяло поле f7 · черна пешка на черно поле g7 · черна пешка на бяло поле a6 · бял офицер на бяло поле c6 · черна пешка на бяло поле e6 · черна пешка на черно поле h6 · черен кон на бяло поле d5 · бяла пешка на черно поле e5 · черна пешка на черно поле b4 · бяла пешка на черно поле f4 · бяла пешка на черно поле g3 · бяла пешка на бяло поле a2 · бяла пешка на черно поле b2 · бяла дама на бяло поле c2 · бяла пешка на черно поле h2 · бял цар на черно поле g1 | черен цар на бяло поле g8 · черна дама на черно поле c7 · черна пешка на бяло поле f7 · черна пешка на черно поле g7 · черна пешка на бяло поле a6 · бял офицер на бяло поле c6 · черна пешка на бяло поле e6 · черна пешка на черно поле h6 · черен кон на бяло поле d5 · бяла пешка на черно поле e5 · черна пешка на черно поле b4 · бяла пешка на черно поле f4 · бяла пешка на черно поле g3 · бяла пешка на бяло поле a2 · бяла пешка на черно поле b2 · бяла дама на бяло поле c2 · бяла пешка на черно поле h2 · бял цар на черно поле g1 | 1 |
| | a | b | c | d | e | f | g | h |   |